# Prodotti DOP, IGP, STG e IG italiani
Elenco alfabetico dei:
- prodotti italiani a DOP - Denominazione di origine protetta;
- prodotti italiani ad IGP - Indicazione geografica protetta;
- prodotti italiani a STG - Specialità tradizionale garantita;

nonché dei:
- prodotti italiani ad IG - Indicazione geografica.

## Marchi DOP, IGP, STG
I marchi sono stati definiti dal Regolamento di esecuzione (UE) n. 668/2014 della Commissione, del 13 giugno 2014, "recante modalità di applicazione del regolamento (UE) n. 1151/2012 del Parlamento europeo e del Consiglio sui regimi di qualità dei prodotti agricoli e alimentari":

Marchio DOP (1998-2008)
Marchio DOP (2008-oggi)
Marchio IGP (1998-oggi)
Marchio STG (1998-oggi)

La predetta normativa, e tutte le precedenti, indicano, però, i colori sia con la codifica Pantone che con la codifica CMYK, che differiscono l'una dall'altra:
| Colore | Pantone       | CMYK            | RGB         | HEX     |
| ------ | ------------- | --------------- | ----------- | ------- |
| BLU    | Blue Reflex C | 100 089 000     | 000 020 137 | #001489 |
| GIALLO | 109 C         | 000 009 100 000 | 255 209 000 | #ffd100 |
| ROSSO  | 711 C         | 000 097 075 000 | 203 044 048 | #cb2c30 |

| Colore | CMYK            | Pantone       | RGB         | HEX     |
| ------ | --------------- | ------------- | ----------- | ------- |
| BLU    | 100 080 000     | Blue Reflex C | 000 051 255 | #0033ff |
| GIALLO | 000 010 090 000 | 109 C         | 255 230 025 | #ffe619 |
| ROSSO  | 000 100 080 000 | 711 C         | 255 000 051 | #ff0033 |

## Statistiche
Concentrazione dei prodotti DOP e IGP nelle aree geografiche italiane, secondo i dati del Masaf aggiornati a luglio 2024.
| Area geografica | Totale prodotti DOP e IGP | Percentuale |
| --------------- | ------------------------- | ----------- |
| Nord            | 169                       | 42,1%       |
| Centro          | 88                        | 22,0%       |
| Sud             | 144                       | 35,9%       |

Le prime venti province italiane per maggior numero di prodotti DOP e IGP.
| N. | Provincia | Area geografica | Prodotti DOP e IGP | Totale |
| -- | --------- | --------------- | --- | ------ |
| 1  | Bologna   | Nord-est        | Agnello del Centro Italia, Amarene Brusche di Modena, Asparago verde di Altedo, Ciliegia di Vignola, Cotechino Modena, Formaggio di Fossa di Sogliano, Grana Padano, Marrone di Castel del Rio, Melone Mantovano, Mortadella Bologna, Parmigiano Reggiano, Patata di Bologna, Pera dell'Emilia Romagna, Pesca e Nettarina di Romagna, Prosciutto di Modena, Salame Cremona, Salamini italiani alla cacciatora, Scalogno di Romagna, Squacquerone di Romagna, Vitellone bianco dell'Appennino Centrale, Zampone Modena | 21     |
| 2  | Brescia   | Nord-ovest      | Cotechino Modena, Garda, Gorgonzola, Grana Padano, Laghi Lombardi, Mortadella Bologna, Nostrano Valtrompia, Provolone Valpadana, Quartirolo Lombardo, Salame Brianza, Salame Cremona, Salamini italiani alla cacciatora, Salmerino del Trentino, Salva Cremasco, Silter, Taleggio, Trote del Trentino, Zampone Modena | 18     |
| 3  | Ferrara   | Nord-est        | Aglio di Voghiera, Asparago verde di Altedo, Cappellacci di zucca ferraresi, Coppia Ferrarese, Cotechino Modena, Grana Padano, Melone Mantovano, Mortadella Bologna, Pampapato/Pampepato di Ferrara, Pera dell'Emilia Romagna, Pesca e Nettarina di Romagna, Riso del Delta del Po, Salama da sugo, Salame Cremona, Salamini italiani alla cacciatora, Squacquerone di Romagna, Zampone Modena | 17     |
| 4  | Cuneo     | Nord-ovest      | Bra, Castagna Cuneo, Castelmagno, Crudo di Cuneo, Fagiolo Cuneo, Gorgonzola, Grana Padano, Mela Rossa Cuneo, Mortadella Bologna, Murazzano, Raschera, Salame Cremona, Salame Piemonte, Salamini italiani alla cacciatora, Tinca Gobba Dorata del Pianalto di Poirino, Toma Piemontese, Vitelloni Piemontesi della coscia | 17     |
| 5  | Bergamo   | Nord-ovest      | Bitto, Cotechino Modena, Formai de Mut dell'Alta Valle Brembana, Gorgonzola, Grana Padano, Laghi Lombardi, Mortadella Bologna, Provolone Valpadana, Quartirolo Lombardo, Salame Brianza, Salame Cremona, Salamini italiani alla cacciatora, Salva Cremasco, Strachitunt, Taleggio, Zampone Modena | 16     |
| 6  | Roma      | Centro          | Abbacchio Romano, Agnello del Centro Italia, Carciofo Romanesco del Lazio, Kiwi Latina, Mortadella Bologna, Mozzarella di Bufala Campana, Nocciola Romana, Oliva di Gaeta, Pane casareccio di Genzano, Pecorino Romano, Porchetta di Ariccia, Ricotta di Bufala Campana, Ricotta Romana, Sabina, Salamini italiani alla cacciatora | 15     |
| 7  | Siena     | Centro          | Agnello del Centro Italia, Cantuccini/Cantucci Toscani, Castagna del Monte Amiata, Chianti Classico, Mortadella Bologna, Pane Toscano, Panforte di Siena, Pecorino Toscano, Prosciutto Toscano, Ricciarelli di Siena, Salamini italiani alla cacciatora, Terre di Siena, Olio Toscano, Vitellone bianco dell'Appennino Centrale, Zafferano di San Gimignano | 15     |
| 8  | Treviso   | Nord-est        | Asiago, Asparago Bianco di Cimadolmo, Asparago di Badoere, Casatella Trevigiana, Grana Padano, Marrone di Combai, Marroni del Monfenera, Montasio, Mortadella Bologna, Radicchio Rosso di Treviso, Radicchio Variegato di Castelfranco, Salame Cremona, Salamini italiani alla cacciatora, Taleggio, Veneto Valpolicella - Veneto Euganei e Berici - Veneto del Grappa | 15     |
| 9  | Salerno   | Sud             | Caciocavallo Silano, Carciofo di Paestum, Cilento, Cipollotto Nocerino, Colatura di alici di Cetara, Colline Salernitane, Fico Bianco del Cilento, Limone Costa dAmalfi, Marrone di Roccadaspide, Marrone di Serino/Castagna di Serino, Mozzarella di Bufala Campana, Nocciola di Giffoni, Pomodoro S. Marzano dellAgro Sarnese-Nocerino, Ricotta di Bufala Camapna, Rucola della Piana del Sele | 15     |
| 10 | Verona    | Nord-est        | Cotechino Modena, Garda, Grana Padano, Marrone di San Zeno, Monte Veronese, Mortadella Bologna, Pesca di Verona, Prosciutto Veneto Berico-Euganeo, Provolone Valpadana, Radicchio di Verona, Riso Nano Vialone Veronese, Salame Cremona, Salamini italiani alla cacciatora, Veneto Valpolicella - Veneto Euganei e Berici - Veneto del Grappa, Zampone Modena | 15     |
| 11 | Viterbo   | Centro          | Abbacchio Romano, Agnello del Centro Italia, Canino, Carciofo Romanesco del Lazio, Castagna di Vallerano, Mortadella Bologna, Nocciola Romana, Patata dellAlto Viterbese, Pecorino Romano, Pecorino Toscano, Ricotta Romana, Salamini italiani alla cacciatora, Tuscia, Vitellone bianco dell'Appennino Centrale | 14     |
| 12 | Modena    | Nord-est        | Aceto Balsamico di Modena, Aceto balsamico tradizionale di Modena, Agnello del Centro Italia, Amarene Brusche di Modena, Ciliegia di Vignola, Coppa di Parma, Cotechino Modena, Melone Mantovano, Mortadella Bologna, Parmigiano Reggiano, Pera dellEmilia Romagna, Prosciutto di Modena, Salamini italiani alla cacciatora, Zampone Modena | 14     |
| 13 | Grosseto  | Centro          | Agnello del Centro Italia, Cantuccini/Cantucci Toscani, Castagna del Monte Amiata, Cinta Senese, Finocchiona, Mortadella Bologna, Pane Toscano, Pecorino Romano, Pecorino Toscano, Prosciutto Toscano, Salamini italiani alla cacciatora, Olio Seggiano, Olio Toscano, Vitellone bianco dell'Appennino Centrale | 14     |
| 14 | Ravenna   | Nord-est        | Agnello del Centro Italia, Brisighella, Cotechino Modena, Formaggio di Fossa di Sogliano, Grana Padano, Mortadella Bologna, Pera dell'Emilia Romagna, Pesca e Nettarina di Romagna, Piadina Romagnola/Piada Romagnola, Salame Cremona, Salamini italiani alla cacciatora, Scalogno di Romagna, Squacquerone di Romagna, Vitellone bianco dell'Appennino Centrale, Zampone Modena | 14     |
| 15 | Catania   | Sud             | Arancia Rossa di Sicilia, Carota Novella di Ispica, Ciliegia dellEtna, Fico d'india dell'Etna, Fico d'india di San Cono, Limone dellEtna, Monte Etna, Monti Iblei, Pagnotta del Dittaino, Pecorino Siciliano, Pistacchio Verde di Bronte, Provola dei Nebrodi, Sicilia, Uva da tavola di Mazzarrone | 14     |
| 16 | Padova    | Nord-est        | Asiago, Asparago di Badoere, Grana Padano, Insalata di Lusia, Montasio, Mortadella Bologna, Prosciutto Veneto Berico-Euganeo, Provolone Valpadana, Radicchio di Chioggia, Radicchio di Verona, Radicchio Rosso di Treviso, Radicchio Variegato di Castelfranco, Salame Cremona, Salamini italiani alla cacciatora, Veneto Valpolicella - Veneto Euganei e Berici - Veneto del Grappa | 14     |
| 17 | Cremona   | Nord-ovest      | Coppa di Parma, Cotechino Modena, Gorgonzola, Grana Padano, Melone Mantovano, Mortadella Bologna, Provolone Valpadana, Quartirolo Lombardo, Salame Brianza, Salame Cremona, Salamini italiani alla cacciatora, Salva Cremasco, Taleggio, Zampone Modena | 14     |
| 18 | Frosinone | Centro          | Abbacchio Romano, Agnello del Centro Italia, Fagiolo Cannellino di Atina, Mortadella Bologna, Mozzarella di Bufala Campana, Oliva di Gaeta, Pecorino di Picinisco, Pecorino Romano, Peperone di Pontecorvo, Ricotta di Bufala Camapna, Ricotta Romana, Salamini italiani alla cacciatora, Vitellone bianco dell'Appennino Centrale | 13     |
| 19 | Latina    | Centro          | Abbacchio Romano, Agnello del Centro Italia, Carciofo Romanesco del Lazio, Colline Pontine, Kiwi Latina, Mortadella Bologna, Mozzarella di Bufala Campana, Oliva di Gaeta, Pecorino Romano, Ricotta di Bufala Campana, Ricotta Romana, Salamini italiani alla cacciatora, Sedano Bianco di Sperlonga | 13     |
| 20 | Firenze   | Centro          | Agnello del Centro Italia, Cantuccini/Cantucci Toscani, Chianti Classico, Cinta Senese, Finocchiona, Marrone del Mugello, Mortadella Bologna, Pane Toscano, Pecorino Toscano, Prosciutto Toscano, Salamini italiani alla cacciatora, Olio Toscano, Vitellone bianco dell'Appennino Centrale | 13     |

## Prodotti DOP, IGP, STG
Elenco dei prodotti italiani DOP, IGP, STG ai sensi del regolamento UE n. 1151/2012 del Parlamento Europeo e del Consiglio del 21 novembre 2012, aggiornato al 4 agosto 2021.
| N.  | Denominazione                                                     | Cat.   | Tipologia                                   | Numero regolamento CEE/CE/UE                                                          | Data pubblicazione sulla Gazzetta ufficiale dell'Unione europea/GUUE      | Regione | Città metropolitana o Provincia |
| --- | ----------------------------------------------------------------- | ------ | ------------------------------------------- | ------------------------------------------------------------------------------------- | ------------------------------------------------------------------------- | --- | --- |
| 1   | Abbacchio romano                                                  | I.G.P. | Carni fresche (e frattaglie)                | Reg. CE n. 507 del 15.06.09                                                           | GUCE L. 151 del 16.06.09                                                  | Lazio | Roma, Frosinone, Viterbo, Latina, Rieti |
| 2   | Acciughe sotto sale del Mar Ligure                                | I.G.P. | Pesci, molluschi, crostacei freschi         | Reg. CE n. 776 del 04.08.08                                                           | GUCE L. 207 del 06.08.08                                                  | Liguria | Genova, Imperia, Savona, La Spezia |
| 3   | Aceto balsamico di Modena                                         | I.G.P. | Altri prodotti dell'allegato I del trattato | Reg. CE n. 583 del 03.07.09                                                           | GUCE L. 175 del 05.07.09                                                  | Emilia-Romagna | Modena, Reggio Emilia |
| 4   | Aceto balsamico tradizionale di Modena                            | D.O.P. | Altri prodotti dell'allegato I del trattato | Reg. CE n. 813 del 17.04.00                                                           | GUCE L. 100 del 20.04.00                                                  | Emilia-Romagna | Modena |
| 5   | Aceto balsamico tradizionale di Reggio Emilia                     | D.O.P. | Altri prodotti dell'allegato I del trattato | Reg. CE n. 813 del 17.04.00                                                           | GUCE L. 100 del 20.04.00                                                  | Emilia-Romagna | Reggio Emilia |
| 6   | Aglio bianco polesano                                             | D.O.P. | Ortofrutticoli e cereali                    | Reg. CE n. 1175 del 30.11.09                                                          | GUCE L. 314 del 01.12.09                                                  | Veneto | Rovigo |
| 7   | Aglio di Voghiera                                                 | D.O.P. | Ortofrutticoli e cereali                    | Reg. UE n. 442 del 21.05.10                                                           | GUUE L. 126 del 22.05.10                                                  | Emilia-Romagna | Ferrara |
| 8   | Agnello del Centro Italia                                         | I.G.P. | Carni fresche (e frattaglie)                | Reg. UE n. 475 del 15.05.13                                                           | GUCE L. 138 del 24.05.13                                                  | Abruzzo, Lazio, Marche, Toscana, Umbria, Emilia-Romagna                                                             | Pescara, Chieti, Teramo, L'Aquila, Frosinone, Latina, Rieti, Roma, Viterbo, Ancona, Ascoli Piceno, Fermo, Macerata, Pesaro e Urbino, Arezzo, Firenze, Grosseto, Livorno, Lucca, Massa-Carrara, Pisa, Pistoia, Prato, Siena, Perugia, Terni, Bologna, Rimini, Forlì-Cesena, Ravenna, Modena, Reggio Emilia, Parma |
| 9   | Agnello di Sardegna                                               | I.G.P. | Carni fresche (e frattaglie)                | Reg. CE n. 138 del 24.01.01                                                           | GUCE L. 23 del 25.01.01                                                   | Sardegna | tutte |
| 10  | Alto Crotonese                                                    | D.O.P. | Oli e grassi                                | Reg. CE n. 1257 del 15.07.03                                                          | GUCE L. 177 del 16.07.03                                                  | Calabria | Crotone |
| 11  | Amatriciana Tradizionale                                          | S.T.G. | Piatti pronti                               | Reg. UE n. 395 del 06.03.2020                                                         | GUCE L. 177 del 13.03.2020                                                | | |
| 12  | Amarene brusche di Modena                                         | I.G.P. | Ortofrutticoli e cereali                    | Reg. CE n. 1028 del 29.10.09                                                          | GUCE L. 283 del 30.10.09                                                  | Emilia-Romagna | Modena, Bologna |
| 13  | Anguria Reggiana                                                  | I.G.P. | Ortofrutticoli e cereali                    | Reg. UE n. 1959 del 07.11.16                                                          | GUUE L 301 del 09.11.16                                                   | Emilia-Romagna | Reggio Emilia |
| 14  | Aprutino Pescarese                                                | D.O.P. | Oli e grassi                                | Reg. CE n. 1263 del 01.07.96                                                          | GUCE L. 163 del 02.07.96                                                  | Abruzzo | Pescara |
| 15  | Arancia del Gargano                                               | I.G.P. | Ortofrutticoli e cereali                    | Reg. CE n. 1017 del 30.08.07                                                          | GUCE L. 227 del 31.08.07                                                  | Puglia | Foggia |
| 16  | Arancia di Ribera                                                 | D.O.P. | Ortofrutticoli e cereali                    | Reg. UE n. 95 del 03.02.11                                                            | GUUE L. 30 del 04.02.11                                                   | Sicilia | Agrigento, Palermo |
| 17  | Arancia rossa di Sicilia                                          | I.G.P. | Ortofrutticoli e cereali                    | Reg. CE n. 1107 del 12.06.96                                                          | GUCE L. 148 del 21.06.96                                                  | Sicilia | Catania, Siracusa, Enna |
| 18  | Asiago                                                            | D.O.P. | Formaggi                                    | Reg. CE n. 1107 del 12.06.96 Reg. CE n. 1200 del 15.10.07                             | GUCE L. 148 del 21.06.96 GUCE L. 271 del 16.10.07                         | Prov. Aut. di Trento, Veneto                                                                                        | Trento, Vicenza, Padova, Treviso |
| 19  | Asparago bianco di Bassano                                        | D.O.P. | Ortofrutticoli e cereali                    | Reg. CE n. 1050 del 12.09.07                                                          | GUCE L. 240 del 13.09.07                                                  | Veneto | Vicenza |
| 20  | Asparago bianco di Cimadolmo                                      | I.G.P. | Ortofrutticoli e cereali                    | Reg. CE n. 245 del 08.02.02                                                           | GUCE L. 39 del 09.02.02                                                   | Veneto | Treviso |
| 21  | Asparago di Badoere                                               | I.G.P. | Ortofrutticoli e cereali                    | Reg. UE n. 923 del 14.10.10                                                           | GUUE L 271 del 15.10.10                                                   | Veneto | Padova, Treviso, Venezia |
| 22  | Asparago di Cantello                                              | I.G.P. | Ortofrutticoli e cereali                    | Reg. UE n. 82 del 19.01.16                                                            | GUUE L 17 del 26.01.16                                                    | Lombardia | Varese |
| 23  | Asparago verde di Altedo                                          | I.G.P. | Ortofrutticoli e cereali                    | Reg. CE n. 492 del 18.03.03                                                           | GUUE L. 73 del 19.03.03                                                   | Emilia-Romagna | Bologna, Ferrara |
| 24  | Basilico genovese                                                 | D.O.P. | Ortofrutticoli e cereali                    | Reg. CE n. 1623 del 04.10.05 Reg. UE n. 611 del 12.07.10                              | GUCE L. 259 del 05.10.05 GUUE L. 178 del 13.07.10                         | Liguria | La Spezia, Genova, Imperia, Savona |
| 25  | Bergamotto di Reggio Calabria - Olio essenziale                   | D.O.P. | Olio essenziale                             | Reg. CE n. 509 del 15.03.01                                                           | GUCE L. 76 del 16.03.01                                                   | Calabria | Reggio Calabria |
| 26  | Bitto                                                             | D.O.P. | Formaggi                                    | Reg. CE n. 1263 del 01.07.96 Reg. CE n. 1138 del 25.11.09                             | GUCE L. 163 del 02.07.96 GUCE L. 311 del 26.11.09                         | Lombardia | Sondrio, Bergamo |
| 27  | Bra                                                               | D.O.P. | Formaggi                                    | Reg. CE n. 1263 del 01.07.96                                                          | GUCE L. 163 del 02.07.96                                                  | Piemonte | Cuneo, Torino |
| 28  | Bresaola della Valtellina                                         | I.G.P. | Prodotti a base di carne                    | Reg. CE n. 1263 del 01.07.96                                                          | GUCE L. 163 del 02.07.96                                                  | Lombardia | Sondrio |
| 29  | Brisighella                                                       | D.O.P. | Oli e grassi                                | Reg. CE n. 1263 del 01.07.96                                                          | GUCE L. 163 del 02.07.96                                                  | Emilia-Romagna | Ravenna, Forlì |
| 30  | Brovada                                                           | D.O.P. | Ortofrutticoli e cereali                    | Reg. UE n. 1119 del 31.10.11                                                          | GUUE L. 289 del 08.11.11                                                  | Friuli Venezia Giulia                                                                                               | Trieste, Udine, Pordenone, Gorizia |
| 31  | Bruzio                                                            | D.O.P. | Oli e grassi                                | Reg. CE n. 1065 del 12.06.97                                                          | GUCE L. 156 del 13.06.97                                                  | Calabria | Cosenza |
| 32  | Burrata di Andria                                                 | I.G.P. | Formaggi                                    | Reg. UE n. 2103 del 21.11.16                                                          | GUUE L 327 del 02.12.16                                                   | Puglia | Bari, Barletta-Andria-Trani, Brindisi, Foggia, Taranto, Lecce |
| 33  | Caciocavallo silano                                               | D.O.P. | Formaggi                                    | Reg. CE n. 1263 del 01.07.96 Reg. CE n. 1204 del 04.07.03                             | GUCE L. 163 del 02.07.96 GUCE L. 168 del 05.97.03                         | Calabria, Campania, Molise, Puglia, Basilicata                                                                      | Catanzaro, Cosenza, Avellino, Benevento, Caserta, Napoli, Salerno, Isernia, Campobasso, Foggia, Bari, Taranto, Brindisi, Matera, Potenza |
| 34  | Canestrato di Moliterno                                           | I.G.P. | Formaggi                                    | Reg. UE n. 441 del 21.05.10                                                           | GUUE L. 126 del 22.05.10                                                  | Basilicata | Potenza e Matera |
| 35  | Canestrato Pugliese                                               | D.O.P. | Formaggi                                    | Reg. CE n. 1107 del 12.06.96                                                          | GUCE L. 148 del 21.06.96                                                  | Puglia | Foggia, Bari |
| 36  | Canino                                                            | D.O.P. | Oli e grassi                                | Reg. CE n. 1263 del 01.07.96                                                          | GUCE L. 163 del 02.07.96                                                  | Lazio | Viterbo |
| 37  | Cantuccini o Cantucci Toscani                                     | I.G.P. | Prodotti di panetteria, pasticceria         | Reg. UE n. 81 del 19.01.16                                                            | GUUE L. 17 del 26.01.16                                                   | Toscana | Grosseto, Massa-Carrara, Arezzo, Siena, Firenze, Pistoia, Pisa, Livorno, Lucca, Prato |
| 38  | Capocollo di Calabria                                             | D.O.P. | Prodotti a base di carne                    | Reg. CE n. 134 del 20.01.98                                                           | GUCE L. 15 del 21.01.98                                                   | Calabria | Catanzaro, Cosenza, Crotone, Reggio Calabria, Vibo Valentia |
| 39  | Cappellacci di zucca ferraresi                                    | I.G.P. | Pasta alimentare                            | Reg. UE n. 164 del 28.01.16                                                           | GUUE L. 32 del 09.02.16                                                   | Emilia-Romagna | Ferrara |
| 40  | Cappero delle Isole Eolie                                         | D.O.P. | Ortofrutticoli e cereali                    | Reg. UE n. 624 del 30.04.20                                                           | GUUE L. 144 del 07.05.20                                                  | Sicilia | Isole di Lipari, Vulcano, Filicudi, Alicudi, Panarea, Stromboli, Santa Marina Salina, Malfa e Leni nell’Isola di Salina |
| 41  | Cappero di Pantelleria                                            | I.G.P. | Ortofrutticoli e cereali                    | Reg. CE n. 1107 del 12.06.96 Reg. UE n. 880 del 06.10.10                              | GUCE L. 148 del 21.06.96 GUUE L. 264 del 07.10.10                         | Sicilia | Trapani |
| 42  | Carciofo Brindisino                                               | I.G.P. | Ortofrutticoli e cereali                    | Reg. UE n. 1120 del 31.10.11                                                          | GUUE L. 289 del 08.11.11                                                  | Puglia | Brindisi |
| 43  | Carciofo di Paestum                                               | I.G.P. | Ortofrutticoli e cereali                    | Reg. CE n. 465 del 12.03.04                                                           | GUCE L. 77 del 13.03.04                                                   | Campania | Salerno |
| 44  | Carciofo romanesco del Lazio                                      | I.G.P. | Ortofrutticoli e cereali                    | Reg. CE n. 2066 del 21.11.02                                                          | GUCE L. 218 del 22.11.02                                                  | Lazio | Viterbo, Roma, Latina |
| 45  | Carciofo spinoso di Sardegna                                      | D.O.P. | Ortofrutticoli e cereali                    | Reg. UE n. 94 del 03.02.11                                                            | GUUE L. 30 del 04.02.11                                                   | Sardegna | tutte |
| 46  | Carota dell'altopiano del Fucino                                  | I.G.P. | Ortofrutticoli e cereali                    | Reg. CE n. 148 del 15.02.07                                                           | GUCE L. 46 del 16.02.07                                                   | Abruzzo | L'Aquila |
| 47  | Carota novella di Ispica                                          | I.G.P. | Ortofrutticoli e cereali                    | Reg. UE n. 1214 del 17.12.10                                                          | GUUE L. 335 del 18.12.10                                                  | Sicilia | Ragusa, Siracusa, Catania, Caltanissetta |
| 48  | Cartoceto                                                         | D.O.P. | Oli e grassi                                | Reg. CE n. 1897 del 29.10.04                                                          | GUCE L. 328 del 30.10.04                                                  | Marche | Pesaro e Urbino |
| 49  | Casatella trevigiana                                              | D.O.P. | Formaggi                                    | Reg. CE n. 487 del 02.06.08                                                           | GUCE L. 143 del 03.06.08                                                  | Veneto | Treviso |
| 50  | Casciotta d'Urbino                                                | D.O.P. | Formaggi                                    | Reg. CE n. 1107 del 12.06.96                                                          | GUCE L. 148 del 21.06.96                                                  | Marche, Emilia-Romagna                                                                                              | Pesaro e Urbino, Rimini |
| 51  | Castagna Cuneo                                                    | I.G.P. | Ortofrutticoli e cereali                    | Reg. CE n. 1050 del 12.09.07                                                          | GUCE L. 240 del 13.09.07                                                  | Piemonte | Cuneo |
| 52  | Castagna del Monte Amiata                                         | I.G.P. | Ortofrutticoli e cereali                    | Reg. CE n. 1904 del 07.09.00 Reg. UE n. 1108 del 30.11.10                             | GUCE L. 228 del 08.09.00 GUUE L. 315 del 01.12.10                         | Toscana | Grosseto, Siena |
| 53  | Castagna di Montella                                              | I.G.P. | Ortofrutticoli e cereali                    | Reg. CE n. 1107 del 12.06.96                                                          | GUCE L. 148 del 21.06.96                                                  | Campania | Avellino |
| 54  | Castagna di Vallerano                                             | D.O.P. | Ortofrutticoli e cereali                    | Reg. CE n. 286 del 07.04.09                                                           | GUCE L. 94 del 08.04.09                                                   | Lazio | Viterbo |
| 55  | Castelmagno                                                       | D.O.P. | Formaggi                                    | Reg. CE n. 1263 del 01.07.96                                                          | GUCE L. 163 del 02.07.96                                                  | Piemonte | Cuneo |
| 56  | Chianti Classico                                                  | D.O.P. | Oli e grassi                                | Reg. CE n. 2446 del 06.11.00 Reg. UE n. 216 del 01.03.11                              | GUCE L. 281 del 07.11.00 GUUE L. 59 del 04.03.11                          | Toscana | Siena, Firenze |
| 57  | Ciauscolo                                                         | I.G.P. | Prodotti a base di carne                    | Reg. CE n. 729 del 10.08.09                                                           | GUCE L. 207 dell'11.08.09                                                 | Marche | Ancona, Macerata, Ascoli Piceno |
| 58  | Cilento                                                           | D.O.P. | Oli e grassi                                | Reg. CE n. 1065 del 12.06.97                                                          | GUCE L. 156 del 13.06.97                                                  | Campania | Salerno |
| 59  | Ciliegia dell'Etna                                                | D.O.P. | Ortofrutticoli e cereali                    | Reg. UE n. 1363 del 19.12.11                                                          | GUUE L. 341 del 22.12.11                                                  | Sicilia | Catania |
| 60  | Ciliegia di Marostica                                             | I.G.P. | Ortofrutticoli e cereali                    | Reg. CE n. 245 del 08.02.02                                                           | GUCE L. 39 del 09.02.02                                                   | Veneto | Vicenza |
| 61  | Ciliegia di Vignola                                               | I.G.P. | Ortofrutticoli e cereali                    | Reg. UE n. 1032 del 26.10.12                                                          | GUUE L. 308 del 08.11.12                                                  | Emilia-Romagna | Modena, Bologna |
| 62  | Cinta senese                                                      | D.O.P. | Carni fresche (e frattaglie)                | Reg. UE n. 217 del 13.03.12                                                           | GUUE L. 75 del 15.03.12                                                   | Toscana | Arezzo, Firenze, Grosseto, Livorno, Lucca, Massa-Carrara, Pisa, Pistoia, Prato, Siena |
| 63  | Cioccolato di Modica                                              | I.G.P. | Cioccolato e prodotti derivati              | Reg. UE n. 1529 del 08.10.18                                                          | GUUE L. 257 del 15.10.18                                                  | Sicilia | Ragusa |
| 64  | Cipolla bianca di Margherita                                      | I.G.P. | Ortofrutticoli e cereali                    | Reg. UE n. 1865 del 07.10.15                                                          | GUUE L. 275 del 20.10.15                                                  | Puglia | Barletta-Andra-Trani, Foggia |
| 65  | Cipolla rossa di Tropea Calabria                                  | I.G.P. | Ortofrutticoli e cereali                    | Reg. CE n. 284 del 27.03.08                                                           | GUUE L. 86 del 28.03.08                                                   | Calabria | Catanzaro, Cosenza, Vibo Valentia |
| 66  | Cipollotto nocerino                                               | D.O.P. | Ortofrutticoli e cereali                    | Reg. CE n. 656 del 10.07.08                                                           | GUUE L. 183 dell'11.07.08                                                 | Campania | Salerno, Napoli |
| 67  | Clementine del golfo di Taranto                                   | I.G.P. | Ortofrutticoli e cereali                    | Reg. CE n. 1665 del 22.09.03                                                          | GUUE L. 235 del 23.09.03                                                  | Puglia | Taranto |
| 68  | Clementine di Calabria                                            | I.G.P. | Ortofrutticoli e cereali                    | Reg. CE n. 2325 del 24.11.97                                                          | GUCE L. 322 del 25.11.97                                                  | Calabria | Reggio Calabria, Catanzaro, Cosenza, Vibo Valentia, Crotone |
| 69  | Colatura di alici di Cetara                                       | D.O.P. | Pesci, molluschi, crostacei freschi         | Reg. UE n. 1529 del 14.10.20                                                          | GUCE L. 349 del 21.10.20                                                  | Campania | Salerno |
| 70  | Collina di Brindisi                                               | D.O.P. | Oli e grassi                                | Reg. CE n. 1263 del 01.07.96                                                          | GUCE L. 163 del 02.07.96                                                  | Puglia | Brindisi |
| 71  | Colline di Romagna                                                | D.O.P. | Oli e grassi                                | Reg. CE n. 1491 del 25.08.03                                                          | GUCE L. 214 del 26.08.03                                                  | Emilia-Romagna | Forlì-Cesena, Rimini |
| 72  | Colline Pontine                                                   | D.O.P. | Oli e grassi                                | Reg. UE n. 259 del 25.03.10                                                           | GUUE L. 80 del 26.03.10                                                   | Lazio | Latina |
| 73  | Colline Salernitane                                               | D.O.P. | Oli e grassi                                | Reg. CE n. 1065 del 12.06.97                                                          | GUCE L. 156 del 13.06.97                                                  | Campania | Salerno |
| 74  | Colline Teatine                                                   | D.O.P. | Oli e grassi                                | Reg. CE n. 1065 del 12.06.97                                                          | GUCE L. 156 del 13.06.97                                                  | Abruzzo | Chieti |
| 75  | Coppa di Parma                                                    | I.G.P. | Prodotti a base di carne                    | Reg. UE n. 1118 del 31.10.11                                                          | GUUE L. 289 del 08.11.2011                                                | Emilia-Romagna, Lombardia                                                                                           | Parma, Modena, Reggio Emilia, Mantova, Pavia, Lodi, Milano, Cremona |
| 76  | Coppa piacentina                                                  | D.O.P. | Prodotti a base di carne                    | Reg. CE n. 1263 del 01.07.96                                                          | GUCE L. 163 del 02.07.96                                                  | Emilia-Romagna | Piacenza |
| 77  | Coppia ferrarese                                                  | I.G.P. | Prodotti di panetteria, pasticceria         | Reg. CE n. 1263 del 01.07.96                                                          | GUCE L. 275 del 18.10.01                                                  | Emilia-Romagna | Ferrara |
| 78  | Cotechino Modena                                                  | I.G.P. | Prodotti a base di carne                    | Reg. CE n. 590 del 18.03.99                                                           | GUCE L. 74 del 19.03.99                                                   | Emilia-Romagna, Lombardia, Veneto,                                                                                  | Modena, Ferrara, Ravenna, Rimini, Forlì-Cesena, Bologna, Reggio Emilia, Parma, Piacenza, Cremona, Lodi, Pavia, Milano, Varese, Como, Lecco, Bergamo, Brescia, Mantova, Verona, Rovigo |
| 79  | Cozza di Scardovari                                               | D.O.P. | Pesci, molluschi, crostacei freschi         | Reg. UE n. 1200 del 25.11.13                                                          | GUUE L. 315 del 26.11.13                                                  | Veneto, | Rovigo |
| 80  | Crudo di Cuneo                                                    | D.O.P. | Prodotti a base di carne                    | Reg. UE n. 1239 del 15.12.09                                                          | GUUE L. 332 del 17.12.09                                                  | Piemonte | Cuneo, Asti, Torino |
| 81  | Culatello di Zibello                                              | D.O.P. | Prodotti a base di carne                    | Reg. CE n. 1263 del 01.07.96                                                          | GUCE L. 163 del 02.07.96                                                  | Emilia-Romagna | Parma |
| 82  | Culurgionis d'Ogliastra                                           | I.G.P. | Pasta alimentare                            | Reg. UE n. 1729 del 22.09.16                                                          | GUUE L 262 del 29.09.16                                                   | Sardegna | Ogliastra, Cagliari |
| 83  | Dauno                                                             | D.O.P. | Oli e grassi                                | Reg. CE n. 2325 del 24.11.97                                                          | GUCE L. 322 del 25.11.97                                                  | Puglia | Foggia |
| 84  | Fagioli bianchi di Rotonda                                        | D.O.P. | Ortofrutticoli e cereali                    | Reg. UE n. 240 dell'11.03.11                                                          | GUUE L. 66 del 12.03.11                                                   | Basilicata | Potenza |
| 85  | Fagiolo cannellino di Atina                                       | D.O.P. | Ortofrutticoli e cereali                    | Reg. UE n. 699 del 04.08.10                                                           | GUUE L. 203 del 05.08.10                                                  | Lazio | Frosinone |
| 86  | Fagiolo Cuneo                                                     | I.G.P. | Ortofrutticoli e cereali                    | Reg. UE n. 483 del 18.05.11                                                           | GUUE L. 133 del 20.05.11                                                  | Piemonte | Cuneo |
| 87  | Fagiolo di Lamon della Vallata Bellunese                          | I.G.P. | Ortofrutticoli e cereali                    | Reg. CE n. 1263 del 01.07.96                                                          | GUCE L. 163 del 02.07.96                                                  | Veneto | Belluno |
| 88  | Fagiolo di Sarconi                                                | I.G.P. | Ortofrutticoli e cereali                    | Reg. CE n. 1263 del 01.07.96                                                          | GUCE L. 163 del 02.07.96                                                  | Basilicata | Potenza |
| 89  | Fagiolo di Sorana                                                 | I.G.P. | Ortofrutticoli e cereali                    | Reg. CE n. 1018 del 13.06.02                                                          | GUCE L. 155 del 14.06.02                                                  | Toscana | Sorana, Pescia (PT) |
| 90  | Farina di castagne della Lunigiana                                | D.O.P. | Ortofrutticoli e cereali                    | Reg. UE n. 374 dell'11.04.11                                                          | GUUE L. 102 del 16.04.11                                                  | Toscana | Massa Carrara |
| 91  | Farina di Neccio della Garfagnana                                 | D.O.P. | Ortofrutticoli e cereali                    | Reg. CE n. 465 del 12.03.04                                                           | GUCE L. 77 del 13.03.04                                                   | Toscana | Lucca |
| 92  | Farro della Garfagnana                                            | I.G.P. | Ortofrutticoli e cereali                    | Reg. CE n. 1263 del 01.07.96                                                          | GUCE L. 163 del 02.07.96                                                  | Toscana | Lucca |
| 93  | Farro di Monteleone di Spoleto                                    | D.O.P. | Ortofrutticoli e cereali                    | Reg. UE n. 623 del 15.07.10                                                           | GUUE L. 182 del 16.07.10                                                  | Umbria | Perugia |
| 94  | Fichi di Cosenza                                                  | D.O.P. | Ortofrutticoli e cereali                    | Reg. UE n. 596 del 07.06.11                                                           | GUUE L. 162 del 22.06.11                                                  | Calabria | Cosenza |
| 95  | Fico bianco del Cilento                                           | D.O.P. | Ortofrutticoli e cereali                    | Reg. CE n. 417 del 10.03.06                                                           | GUCE L. 72 dell'11.03.06                                                  | Campania | Salerno |
| 96  | Ficodindia dell'Etna                                              | D.O.P. | Ortofrutticoli e cereali                    | Reg. CE n. 1491 del 25.08.03                                                          | GUCE L. 214 del 26.08.03                                                  | Sicilia | Catania |
| 97  | Ficodindia di San Cono                                            | D.O.P. | Ortofrutticoli e cereali                    | Reg. UE n. 225 del 06.03.13                                                           | GUUE L 72 del 15.03.13                                                    | Sicilia | Catania, Enna, Caltanissetta |
| 98  | Finocchiona                                                       | I.G.P. | Prodotti a base di carne                    | Reg. UE n. 629 del 22.04.15                                                           | GUUE L. 104 del 23.04.15                                                  | Toscana | Arezzo, Firenze, Grosseto, Livorno, Lucca, Massa-Carrara, Pisa, Pistoia, Prato e Siena |
| 99  | Fiore sardo                                                       | D.O.P. | Formaggi                                    | Reg. CE n. 1107 del 12.06.96                                                          | GUCE L. 148 del 21.06.96                                                  | Sardegna | tutte |
| 100 | Focaccia di Recco col formaggio                                   | I.G.P. | Prodotti di panetteria, pasticceria         | Reg. UE n. 39 del 13.01.15                                                            | GUUE L. 8 del 14.01.15                                                    | Liguria | Genova |
| 101 | Fontina                                                           | D.O.P. | Formaggi                                    | Reg. CE n. 1107 del 12.06.96; Reg. UE n. 93 del 03.02.11                              | GUCE L. 148 del 21.06.96; GUUE L. 30 del 04.02.11                         | Valle d'Aosta | Aosta |
| 102 | Formaggella del Luinese                                           | D.O.P. | Formaggi                                    | Reg. UE n. 375 dell'11.04.11                                                          | GUUE L. 102 del 16.04.11                                                  | Lombardia | Varese |
| 103 | Formaggio di fossa di Sogliano                                    | D.O.P. | Formaggi                                    | Reg. CE n. 1183 del 30.11.09                                                          | GUCE L. 317 del 03.12.09                                                  | Emilia-Romagna, Marche                                                                                              | Forlì-Cesena, Rimini, Ravenna, Bologna, Pesaro e Urbino, Ancona, Macerata, Ascoli Piceno |
| 104 | Formai de Mut dell'Alta Valle Brembana                            | D.O.P. | Formaggi                                    | Reg. CE n. 1107 del 12.06.96                                                          | GUCE L. 148 del 21.06.96                                                  | Lombardia | Bergamo |
| 105 | Fungo di Borgotaro                                                | I.G.P. | Ortofrutticoli e cereali                    | Reg. CE n. 1107 del 12.06.96                                                          | GUCE L. 148 del 21.06.96                                                  | Emilia-Romagna, Toscana                                                                                             | Parma, Massa Carrara |
| 106 | Garda                                                             | D.O.P. | Oli e grassi                                | Reg. CE n. 2325 del 24.11.97                                                          | GUCE L. 322 del 25.11.97                                                  | Lombardia, Veneto, Prov. Aut. di Trento                                                                             | Brescia, Verona, Mantova, Trento |
| 107 | Gorgonzola                                                        | D.O.P. | Formaggi                                    | Reg. CE n. 1107 del 12.06.96 Reg. CE n. 104 del 03.02.09                              | GUCE L. 148 del 21.06.96 GUCE L. 34 del 04.02.09                          | Piemonte, Lombardia                                                                                                 | Alessandria, Bergamo, Brescia, Como, Cremona, Cuneo, Milano, Novara, Pavia, Vercelli |
| 108 | Grana Padano                                                      | D.O.P. | Formaggi                                    | Reg. CE n. 1107 del 12.06.96                                                          | GUCE L. 148 del 21.06.96                                                  | Emilia-Romagna, Lombardia, Piemonte, Prov. Aut. di Trento, Veneto                                                   | Alessandria, Asti, Cuneo, Novara, Torino, Vercelli, Bergamo, Brescia, Como, Cremona, Mantova, Milano, Lodi, Pavia, Sondrio, Varese, Padova, Trento, Rovigo, Treviso, Venezia, Verona, Vicenza, Bologna, Ferrara, Forlì, Piacenza, Ravenna |
| 109 | Insalata di Lusia                                                 | I.G.P. | Ortofrutticoli e cereali                    | Reg. CE n. 1137 del 25.11.09                                                          | GUCE L. 311 del 26.11.09                                                  | Veneto | Rovigo e Padova |
| 110 | Irpinia - Colline dell'Ufita                                      | D.O.P. | Oli e grassi                                | Reg. UE n. 203 del 10.03.10                                                           | GUUE L. 61 dell'11.03.10                                                  | Campania | Avellino |
| 111 | Kiwi Latina                                                       | I.G.P. | Ortofrutticoli e cereali                    | Reg. CE n. 1486 del 20.08.04                                                          | GUCE L. 273 del 21.08.04                                                  | Lazio | Latina, Roma |
| 112 | La Bella della Daunia                                             | D.O.P. | Ortofrutticoli e cereali                    | Reg. CE n. 1904 del 07.09.00 Reg. CE n. 1067 del 06.11.09                             | GUCE L. 228 del 08.09.00 GUCE L. 291 del 07.11.09                         | Puglia | Foggia |
| 113 | Laghi Lombardi                                                    | D.O.P. | Oli e grassi                                | Reg. CE n. 2325 del 24.11.97                                                          | GUCE L. 322 del 25.11.97                                                  | Lombardia | Brescia, Bergamo, Como, Lecco |
| 114 | Lametia                                                           | D.O.P. | Oli e grassi                                | Reg. CE n. 2107 del 04.10.99                                                          | GUCE L. 258 del 05.10.99                                                  | Calabria | Catanzaro |
| 115 | Lardo di Colonnata                                                | I.G.P. | Prodotti a base di carne                    | Reg. CE n. 1856 del 26.10.04                                                          | GUCE L. 324 del 27.10.04                                                  | Toscana | Massa Carrara |
| 116 | Lenticchia di Altamura                                            | I.G.P. | Ortofrutticoli e cereali                    | Reg. UE n. 2362 del 05.12.17                                                          | GUUE GUUE L 337 del 19.12.17                                              | Puglia, Basilicata                                                                                                  | Bari, Barletta-Andria-Trani, Matera. Potenza |
| 117 | Lenticchia di Castelluccio di Norcia                              | I.G.P. | Ortofrutticoli e cereali                    | Reg. CE n. 1065 del 12.06.97                                                          | GUCE L. 156 del 13.06.97                                                  | Umbria, Marche | Perugia, Macerata |
| 118 | Limone Costa d'Amalfi                                             | I.G.P. | Ortofrutticoli e cereali                    | Reg. CE n. 1356 del 04.07.01                                                          | GUCE L. 182 del 05.07.01                                                  | Campania | Salerno |
| 119 | Limone dell'Etna                                                  | I.G.P. | Ortofrutticoli e cereali                    | Reg. UE n. 1533 del 22.10.20                                                          | GUCE L. 351 del 22.10.20                                                  | Sicilia | Catania |
| 120 | Limone di Rocca Imperiale                                         | I.G.P. | Ortofrutticoli e cereali                    | Reg. UE n. 149 del 20.02.12                                                           | GUUE L. 48 del 21.02.12                                                   | Calabria | Cosenza |
| 121 | Limone di Siracusa                                                | I.G.P. | Ortofrutticoli e cereali                    | Reg. UE n. 96 del 03.02.11                                                            | GUUE L. 30 del 04.02.11                                                   | Sicilia | Siracusa |
| 122 | Limone di Sorrento                                                | I.G.P. | Ortofrutticoli e cereali                    | Reg. CE n. 2446 del 06.11.00 Reg. UE n. 14 del 10.01.11                               | GUCE L. 281 del 07.11.00 GUUE L. 6 dell'11.01.11                          | Campania | Napoli |
| 123 | Limone femminello del Gargano                                     | I.G.P. | Ortofrutticoli e cereali                    | Reg. CE n. 148 del 15.02.07                                                           | GUCE L. 46 del 16.02.07                                                   | Puglia | Foggia |
| 124 | Limone interdonato di Messina                                     | I.G.P. | Ortofrutticoli e cereali                    | Reg. CE n. 1081 dell'11.11.09                                                         | GUCE L. 295 del 12.11.09                                                  | Sicilia | Messina |
| 125 | Liquirizia di Calabria                                            | D.O.P. | Altri prodotti dell'Allegato I              | Reg. UE n. 1072 del 20.10.11                                                          | GUCE L. 278 del 25.10.11                                                  | Calabria | Catanzaro, Cosenza, Crotone, Reggio Calabria, Vibo Valentia |
| 126 | Lucanica di Picerno                                               | I.G.P. | Prodotti a base di carne                    | Reg. UE n. 1615 del 22.10.10                                                          | GUUE L. 270 del 29.10.18                                                  | Basilicata | Potenza |
| 127 | Lucca                                                             | D.O.P. | Oli e grassi                                | Reg. CE n. 1845 del 22.10.04                                                          | GUCE L. 322 del 23.10.04                                                  | Toscana | Lucca, Massa Carrara |
| 128 | Maccheroncini di Campofilone                                      | I.G.P. | Ortofrutticoli e cereali                    | Reg. UE n. 1130 del 07.11.13                                                          | GUUE L. 302 del 13.11.13                                                  | Marche | Fermo |
| 129 | Marche                                                            | D.O.P. | Oli e grassi                                | Reg. UE n. 702 del 04.04.17                                                           | GUEE L 104 del 20.04.17                                                   | Marche | Ancona, Ascoli Piceno, Fermo, Macerata, Pesaro e Urbino |
| 130 | Marrone del Mugello                                               | I.G.P. | Ortofrutticoli e cereali                    | Reg. CE n. 1263 del 01.07.96                                                          | GUCE L. 163 del 02.07.96                                                  | Toscana | Firenze |
| 131 | Marrone della Valle di Susa                                       | I.G.P. | Ortofrutticoli e cereali                    | Reg. UE n. 987 del 03.11.10                                                           | GUUE L. 286 del 04.11.10                                                  | Piemonte | Torino |
| 132 | Marrone di Caprese Michelangelo                                   | D.O.P. | Ortofrutticoli e cereali                    | Reg. UE n. 1237 dell'11.12.09                                                         | GUUE L. 332 del 17.12.09                                                  | Toscana | Arezzo |
| 133 | Marrone di Castel del Rio                                         | I.G.P. | Ortofrutticoli e cereali                    | Reg. CE n. 1263 del 01.07.96                                                          | GUCE L. 163 del 02.07.96                                                  | Emilia-Romagna | Bologna |
| 134 | Marrone di Combai                                                 | I.G.P. | Ortofrutticoli e cereali                    | Reg. CE n. 1180 del 30.11.09                                                          | GUCE L. 317 del 03.12.09                                                  | Veneto | Treviso |
| 135 | Marrone di Roccadaspide                                           | I.G.P. | Ortofrutticoli e cereali                    | Reg. CE n. 284 del 27.03.08                                                           | GUCE L. 86 del 28.03.08                                                   | Campania | Salerno |
| 136 | Marrone di San Zeno                                               | D.O.P. | Ortofrutticoli e cereali                    | Reg. CE n. 1979 dell'11.11.03                                                         | GUCE L. 294 del 12.11.03                                                  | Veneto | Verona |
| 137 | Marrone di Serino                                                 | I.G.P. | Ortofrutticoli e cereali                    | Reg. UE n. 1234 del 12.09.18                                                          | GUUE L. 231 del 14.09.18                                                  | Campania | Avellino, Salerno |
| 138 | Marroni del Monfenera                                             | I.G.P. | Ortofrutticoli e cereali                    | Reg. CE n. 1132 del 24.11.09                                                          | GUCE L. 310 del 25.11.09                                                  | Veneto | Treviso |
| 139 | Mela Alto Adige o Südtiroler Apfel                                | I.G.P. | Ortofrutticoli e cereali                    | Reg. CE n. 1855 del 14.11.05                                                          | GUCE L. 297 del 15.11.05                                                  | Prov. Aut. di Bolzano                                                                                               | Bolzano |
| 140 | Mela di Valtellina                                                | I.G.P. | Ortofrutticoli e cereali                    | Reg. UE n. 171 del 01.03.10                                                           | GUUE L. 51 del 02.03.10                                                   | Lombardia | Sondrio |
| 141 | Mela rossa Cuneo                                                  | I.G.P. | Ortofrutticoli e cereali                    | Reg. UE n. 223 del 06.03.13                                                           | GUUE L 72 del 15.03.13                                                    | Piemonte | Cuneo, Torino |
| 142 | Mela Val di Non                                                   | D.O.P. | Ortofrutticoli e cereali                    | Reg. CE n. 1665 del 22.09.03 Reg. UE n. 778 del 02.09.10                              | GUCE L. 235 del 23.09.03 GUUE L. 233 del 03.09.10                         | Prov. Aut. di Trento                                                                                                | Trento |
| 143 | Melannurca Campana                                                | I.G.P. | Ortofrutticoli e cereali                    | Reg. CE n. 417 del 10.03.06                                                           | GUCE L. 72 dell'11.03.06                                                  | Campania | Avellino, Benevento, Caserta, Napoli e Salerno |
| 144 | Melanzana rossa di Rotonda                                        | D.O.P. | Ortofrutticoli e cereali                    | Reg. UE n. 624 del 15.07.10                                                           | GUUE L. 182 del 16.07.10                                                  | Basilicata | Potenza |
| 145 | Mele del Trentino                                                 | I.G.P. | Ortofrutticoli e cereali                    | Reg. UE n. 890 del 23.06.20                                                           | GUUE L 206 del 30.06.20                                                   | Prov. Aut. di Trento                                                                                                | Trento |
| 146 | Melone mantovano                                                  | I.G.P. | Ortofrutticoli e cereali                    | Reg. UE n. 1109 del 05.11.13                                                          | GUUE L. 298 dell'8.11.13                                                  | Lombardia, Emilia-Romagna                                                                                           | Mantova, Cremona, Modena, Bologna, Ferrara |
| 147 | Miele della Lunigiana                                             | D.O.P. | Altri prodotti di origine animale           | Reg. CE n. 1845 del 22.10.04                                                          | GUCE L. 322 del 23.10.04                                                  | Toscana | Massa Carrara |
| 148 | Miele delle Dolomiti Bellunesi                                    | D.O.P. | Altri prodotti di origine animale           | Reg. UE n. 241 dell'11.03.11                                                          | GUUE L. 66 del 12.03.11                                                   | Veneto | Belluno |
| 149 | Miele Varesino                                                    | D.O.P. | Altri prodotti di origine animale           | Reg. UE n. 328 del 26.03.14                                                           | GUUE L 98 del 01.04.14                                                    | Lombardia | Varese |
| 150 | Molise                                                            | D.O.P. | Oli e grassi                                | Reg. CE n. 1257 del 15.07.03                                                          | GUCE L. 177 del 16.07.03                                                  | Molise | Campobasso, Isernia |
| 151 | Montasio                                                          | D.O.P. | Formaggi                                    | Reg. CE n. 1107 del 12.06.96 Reg. UE n. 355 dell'8.04.11                              | GUCE L. 148 del 21.06.96 GUUE L. 98 del 13.04.11                          | Friuli Venezia Giulia, Veneto                                                                                       | Gorizia, Pordenone, Trieste, Udine, Belluno, Treviso, Padova, Venezia |
| 152 | Monte Etna                                                        | D.O.P. | Oli e grassi                                | Reg. CE n. 1491 del 25.08.03                                                          | GUCE L. 214 del 26.08.03                                                  | Sicilia | Catania, Enna, Messina |
| 153 | Monte Veronese                                                    | D.O.P. | Formaggi                                    | Reg. CE n. 1107 del 12.06.96                                                          | GUCE L. 148 del 21.06.96                                                  | Veneto | Verona |
| 154 | Monti Iblei                                                       | D.O.P. | Oli e grassi                                | Reg. CE n. 2325 del 24.11.97 Reg. CE n. 828 del 14.05.03 Reg. UE n. 307 del 14.04.10  | GUCE L. 322 del 25.11.97 GUCE L. 120 del 15.05.03 GUUE L. 94 del 15.04.10 | Sicilia | Siracusa, Ragusa, Catania |
| 155 | Mortadella Bologna                                                | I.G.P. | Prodotti a base di carne                    | Reg. CE n. 1549 del 17.07.98                                                          | GUCE L. 202 del 17.07.98                                                  | Emilia-Romagna, Piemonte, Lombardia, Veneto, Marche, Lazio, Prov. Aut. di Trento, Toscana                           | Modena, Parma, Piacenza, Ravenna, Reggio Emilia, Alessandria, Asti, Cuneo, Novara, Torino, Vercelli, Bergamo, Brescia, Como, Cremona, Mantova, Milano, Pavia, Sondrio, Varese, Belluno, Padova, Rovigo, Treviso, Venezia, Verona, Vicenza, Ancona, Ascoli Piceno, Macerata, Pesaro e Urbino, Roma, Frosinone, Viterbo, Latina, Rieti, Trento, Arezzo, Firenze, Grosseto, Livorno, Lucca, Massa Carrara, Pisa, Pistoia, Siena, Ferrara, Forlì - Cesena |
| 156 | Mortadella di Prato                                               | I.G.P. | Prodotti a base di carne                    | Reg. UE n. 162 del 28.01.16                                                           | GUUE L. 32 del 09.02.16                                                   | Toscana | Prato, Pistoia |
| 157 | Mozzarella                                                        | S.T.G. | Formaggi                                    | Reg. CE n. 2527 del 25.11.98                                                          | GUCE L. 319 del 26.11.98                                                  | tutte | tutte |
| 158 | Mozzarella di bufala campana                                      | D.O.P. | Formaggi                                    | Reg. CE n. 1107 del 12.06.96 Reg. CE n. 103 del 04.02.08                              | GUCE L. 148 del 21.06.96 GUCE L. 31 del 05.02.08                          | Campania, Lazio, Molise, Puglia                                                                                     | Benevento, Caserta, Napoli, Salerno, Frosinone, Latina, Roma, Foggia, Isernia |
| 159 | Mozzarella di Gioia del Colle                                     | D.O.P. | Formaggi                                    | Reg. UE 2020/2018 DEL 09,12,2020                                                      | GUUE L 415 del 10.12.2020                                                 | Puglia, Basilicata                                                                                                  | Bari, Taranto, Matera |
| 160 | Murazzano                                                         | D.O.P. | Formaggi                                    | Reg. CE n. 1107 del 12.06.96                                                          | GUCE L. 148 del 21.06.96                                                  | Piemonte | Cuneo |
| 161 | Nocciola del Piemonte o Nocciola Piemonte                         | I.G.P. | Ortofrutticoli e cereali                    | Reg. CE n. 1107 del 12.06.96 Reg. CE n. 464 del 12.03.04                              | GUCE L. 148 del 21.06.96 GUCE L. 77 del 13.03.04                          | Piemonte | Alessandria, Asti, Cuneo. Novara, Torino, Vercelli |
| 162 | Nocciola di Giffoni                                               | I.G.P. | Ortofrutticoli e cereali                    | Reg. CE n. 2325 del 24.11.97 Reg. CE n. 1257 del 21.08.06                             | GUCE L. 322 del 25.11.97 GUCE L. 228 del 22.08.06                         | Campania | Salerno |
| 163 | Nocciola romana                                                   | D.O.P. | Ortofrutticoli e cereali                    | Reg. CE n. 667 del 22.07.09                                                           | GUCE L. 194 del 25.07.09                                                  | Lazio | Viterbo, Roma |
| 164 | Nocellara del Belice                                              | D.O.P. | Ortofrutticoli e cereali                    | Reg. CE n. 134 del 20.01.98                                                           | GUCE L. 15 del 21.01.98                                                   | Sicilia | Trapani |
| 165 | Nostrano Valtrompia                                               | D.O.P. | Formaggi                                    | Reg. UE n. 629 del 06.07.12                                                           | GUCE L. 182 del 13.07.12                                                  | Lombardia | Brescia |
| 166 | Olio di Calabria                                                  | I.G.P. | Oli e grassi                                | Reg. UE n. 2301 del 08.12.16                                                          | GUUE L 345 del 20.12.16                                                   | Calabria | Catanzaro, Cosenza, Crotone, Vibo Valentia, Reggio Calabria |
| 167 | Olio di Puglia                                                    | I.G.P. | Oli e grassi                                | Reg. UE 2021/1261                                                                     | GUUE L 332 del 23.12.19                                                   | Puglia | Bari, Barletta-Andria-Trani, Brindisi, Foggia, Lecce, Taranto |
| 168 | Olio di Roma                                                      | I.G.P. | Oli e grassi                                | Reg. UE 2021/1261                                                                     | GUUE L 277 del 02.08.2021                                                 | Lazio | |
| 169 | Oliva Ascolana del Piceno                                         | D.O.P. | Ortofrutticoli e cereali                    | Reg. CE n. 1855 del 14.11.05                                                          | GUCE L. 297 del 15.11.05                                                  | Marche, Abruzzo | Ascoli, Teramo |
| 170 | Olio Lucano                                                       | I.G.P. | Oli e grassi                                | Reg. CE n. 1389 del 28.09.20                                                          | GUCE L 321 del 05.10.2                                                    | Basilicata | Potenza, Matera |
| 171 | Oliva di Gaeta                                                    | D.O.P. | Ortofrutticoli e cereali                    | Reg. UE n. 2252 del 01.12.16                                                          | GUUE L 340 del 15.12.16                                                   | Lazio, Campania | Latina, Frosinone, Roma, Caserta |
| 172 | Ossolano                                                          | D.O.P. | Formaggi                                    | Reg. UE n. 1788 del 22.09.17                                                          | GUUE L 256 del 04.10.17                                                   | Piemonte | Verbania Cusio Ossola |
| 173 | Pagnotta del Dittaino                                             | D.O.P. | Prodotti di panetteria, pasticceria         | Reg. CE n. 516 del 17.06.09                                                           | GUCE L. 155 del 18.06.09                                                  | Sicilia | Enna, Catania |
| 174 | Pampapato di Ferrara o Pampepato di Ferrara                       | I.G.P. | Prodotti di panetteria, pasticceria         | Reg.UE n. 2015 del 24.11.15                                                           | GUUE L. 322 del 08.12.15                                                  | Emilia-Romagna | Ferrara |
| 175 | Pampapato di Terni o Pampepato di Terni                           | I.G.P. | Prodotti di panetteria, pasticceria         | Reg. UE n. 1538 del 16.10.20                                                          | GUUE L. 353 del 23.10.20                                                  | Umbria | Terni |
| 176 | Pancetta di Calabria                                              | D.O.P. | Prodotti a base di carne                    | Reg. CE n. 134 del 20.01.98                                                           | GUCE L. 15 del 21.01.98                                                   | Calabria | Catanzaro, Cosenza, Crotone, Reggio Calabria, Vibo Valentia |
| 177 | Pancetta piacentina                                               | D.O.P. | Prodotti a base di carne                    | Reg. CE n. 1263 del 01.07.96 Reg. UE n. 1170 del 10.12.10                             | GUCE L. 163 del 02.07.96 GUUE L. 327 dell'11.12.10                        | Emilia-Romagna | Piacenza |
| 178 | Pane casareccio di Genzano                                        | I.G.P. | Prodotti di panetteria, pasticceria         | Reg. CE n. 2325 del 24.11.97                                                          | GUCE L. 322 del 25.11.97                                                  | Lazio | Roma |
| 179 | Pane di Altamura                                                  | D.O.P. | Prodotti di panetteria, pasticceria         | Reg. CE n. 1291 del 18.07.03                                                          | GUCE L. 181 del 19.07.03                                                  | Puglia | Bari |
| 180 | Pane di Matera                                                    | I.G.P. | Prodotti di panetteria, pasticceria         | Reg. CE n. 160 del 21.02.08                                                           | GUCE L. 48 del 22.02.08                                                   | Basilicata | Matera |
| 181 | Pane toscano                                                      | D.O.P. | Prodotti di panetteria, pasticceria         | Reg. CE n. 303 del 01.03.16                                                           | GUUE L 58 del 04.03.16                                                    | Toscana | Grosseto, Massa-Carrara, Arezzo, Siena, Firenze, Pistoia, Pisa, Livorno, Lucca, Prato |
| 182 | Panforte di Siena                                                 | I.G.P. | Prodotti di panetteria, pasticceria         | Reg. UE n. 466 del 07.05.13                                                           | GUUE L. 466 del 07.05.13                                                  | Toscana | Siena |
| 183 | Parmigiano Reggiano                                               | D.O.P. | Formaggi                                    | Reg. CE n. 1107 del 12.06.96 Reg. CE n. 1571 del 06.09.03 Reg. UE n. 794 del 08.08.11 | GUCE L. 148 del 21.06.96 GUCE L. 224 del 06.09.03 GUUE L 204 del 09.08.11 | Emilia-Romagna, Lombardia                                                                                           | Parma, Reggio Emilia, Modena, Bologna, Mantova |
| 184 | Pasta di Gragnano                                                 | I.G.P. | Paste alimentari                            | Reg. UE n. 969 del 02.10.13                                                           | GUCE L. 148 del 21.06.96 GUUE L. 270 dell'11.10.13                        | Campania | Napoli |
| 185 | Patata dell'Alto Viterbese                                        | I.G.P. | Ortofrutticoli e cereali                    | Reg. UE n. 159 del 13.02.14                                                           | GUUE Reg. UE n. 159 del 13.02.14                                          | Lazio | Viterbo |
| 186 | Patata della Sila                                                 | I.G.P. | Ortofrutticoli e cereali                    | Reg. UE n. 898 dell'8.10.10                                                           | GUUE L. 266 del 09.10.10                                                  | Calabria | Cosenza, Catanzaro |
| 187 | Patata del Fucino                                                 | I.G.P. | Ortofrutticoli e cereali                    | Reg. UE n. 656 del 18.04.16                                                           | GUUE L. 114 del 28.04.16                                                  | Abruzzo | L'Aquila |
| 188 | Patata di Bologna                                                 | D.O.P. | Ortofrutticoli e cereali                    | Reg. UE n. 228 del 18.03.10                                                           | GUUE L. 69 del 19.03.10                                                   | Emilia-Romagna | Bologna |
| 189 | Patata novella di Galatina                                        | D.O.P. | Ortofrutticoli e cereali                    | Reg. UE n. 1577 del 09.09.15                                                          | GUUE L. 246 del 23.09.15                                                  | Puglia | Lecce |
| 190 | Patata rossa di Colfiorito                                        | I.G.P. | Ortofrutticoli e cereali                    | Reg. UE n. 624 del 14.04.15                                                           | GUUE L. 103 del 22.04.15                                                  | Umbria e Marche | Perugia, Macerata |
| 191 | Pecorino Crotonese                                                | D.O.P. | Formaggi                                    | Reg. UE n. 1262 del 18.11.14                                                          | GUUE L. 341 del 27.11.14                                                  | Calabria | Crotone |
| 192 | Pecorino delle Balze Volterrane                                   | D.O.P. | Formaggi                                    | Reg. UE n. 271 del 17.02.15                                                           | GUUE L. 47 del 20.02.15                                                   | Toscana | Pisa |
| 193 | Pecorino del Monte Poro                                           | D.O.P. | Formaggi                                    | Reg. UE n. 974 del 06.07.20                                                           | GUUE L 215 del 07.07.20                                                   | Calabria | Vibo Valentia |
| 194 | Pecorino di Filiano                                               | D.O.P. | Formaggi                                    | Reg. CE n. 1485 del 14.12.07                                                          | GUCE L. 330 del 15.12.07                                                  | Basilicata | Potenza |
| 195 | Pecorino di Picinisco                                             | D.O.P. | Formaggi                                    | Reg. UE 1161 del 07.11.13                                                             | GUUE L. 309 del 19.11.13                                                  | Lazio | Frosinone |
| 196 | Pecorino romano                                                   | D.O.P. | Formaggi                                    | Reg. CE n. 1107 del 12.06.96 Reg. CE n. 1030 del 29.10.09                             | GUCE L. 148 del 21.06.96 GUCE L. 283 del 30.10.09                         | Toscana, Lazio, Sardegna                                                                                            | Frosinone, Grosseto, Latina, Roma, Viterbo, Cagliari, Nuoro, Sassari |
| 197 | Pecorino sardo                                                    | D.O.P. | Formaggi                                    | Reg. CE n. 1263 del 01.07.96 Reg. UE n. 215 del 01.03.11                              | GUCE L. 163 del 02.07.96 GUUE L. 59 del 04.03.11                          | Sardegna | tutte |
| 198 | Pecorino siciliano                                                | D.O.P. | Formaggi                                    | Reg. CE n. 1107 del 12.06.96                                                          | GUCE L. 148 del 21.06.96                                                  | Sicilia | Agrigento, Caltanissetta, Catania, Enna, Messina, Palermo, Ragusa, Siracusa, Trapani |
| 199 | Pecorino toscano                                                  | D.O.P. | Formaggi                                    | Reg. CE n. 1263 del 01.07.96 Reg. UE n. 306 del 14.04.10                              | GUCE L. 163 del 02.07.96 GUUE L. 94 del 15.04.10                          | Toscana, Umbria, Lazio                                                                                              | Arezzo, Firenze, Grosseto, Siena, Livorno, Lucca, Massa Carrara, Pistoia, Pisa, Viterbo, Terni |
| 200 | Penisola sorrentina                                               | D.O.P. | Oli e grassi                                | Reg. CE n. 1065 del 12.06.97                                                          | GUCE L. 156 del 13.06.97                                                  | Campania | Napoli |
| 201 | Peperone di Pontecorvo                                            | D.O.P. | Ortofrutticoli e cereali                    | Reg. UE n. 1021 del 12.11.10                                                          | GUUE L. 296 del 13.11.10                                                  | Lazio | Frosinone |
| 202 | Peperone di Senise                                                | I.G.P. | Ortofrutticoli e cereali                    | Reg. CE n. 1263 del 01.07.96                                                          | GUCE L. 163 del 02.07.96                                                  | Basilicata | Potenza, Matera |
| 203 | Pera dell'Emilia Romagna                                          | I.G.P. | Ortofrutticoli e cereali                    | Reg. CE n. 134 del 20.01.98 Reg. CE n. 515 del 17.06.09                               | GUCE L. 15 del 21.01.98 GUCE L. 155 del 18.06.09                          | Emilia-Romagna | Reggio Emilia, Modena, Ferrara, Bologna, Ravenna |
| 204 | Pera mantovana                                                    | I.G.P. | Ortofrutticoli e cereali                    | Reg. CE n. 134 del 20.01.98                                                           | GUUE L. 15 del 21.01.98                                                   | Lombardia | Mantova |
| 205 | Pescabivona                                                       | I.G.P. | Ortofrutticoli e cereali                    | Reg. UE n. 962 del 29.08.14                                                           | GUCE L. 271 del 12.09.14                                                  | Sicilia | Agrigento, Palermo |
| 206 | Pesca di Leonforte                                                | I.G.P. | Ortofrutticoli e cereali                    | Reg. UE n. 622 del 15.07.10                                                           | GUUE L. 182 del 16.07.10                                                  | Sicilia | Enna |
| 207 | Pesca di Verona                                                   | I.G.P. | Ortofrutticoli e cereali                    | Reg. UE n. 30 del 14.01.10                                                            | GUUE L. 10 del 15.01.10                                                   | Veneto | Verona |
| 208 | Pesca di Delia                                                    | I.G.P. | Ortofrutticoli e cereali                    | Reg. CE n. 134 del 20.01.98 Reg. UE n. 701 del 04.08.10                               | GUUE L. 171 del 17.05.21                                                  | Sicilia | Caltanissetta, Agrigento |
| 209 | Pesca e Nettarina di Romagna                                      | I.G.P. | Ortofrutticoli e cereali                    | Reg. UE n. 790 del 10.05.21                                                           | GUCE L. 15 del 21.01.98 GUUE L. 203 del 05.0.8.10                         | Emilia-Romagna | Ferrara, Bologna, Forlì - Cesena, Ravenna |
| 210 | Piacentinu Ennese                                                 | D.O.P. | Formaggi                                    | Reg. UE n. 132 del 14.02.11                                                           | GUUE L. 41 del 15.02.11                                                   | Sicilia | Enna |
| 211 | Piadina romagnola o Piada romagnola                               | I.G.P. | Prodotti di panetteria, pasticceria         | Reg. UE n. 1174 del 24.10.14                                                          | GUUE L. 316 del 04.11.14                                                  | Emilia-Romagna | Rimini, Forlì, Cesena, Ravenna e Bologna |
| 212 | Piave                                                             | D.O.P. | Formaggi                                    | Reg. UE n. 443 del 21.05.10                                                           | GUUE L. 126 del 22.05.10                                                  | Veneto | Belluno |
| 213 | Pistacchio verde di Bronte                                        | D.O.P. | Ortofrutticoli e cereali                    | Reg. UE n. 21 del 12.01.10                                                            | GUUE L. 8 del 13.01.10                                                    | Sicilia | Catania |
| 214 | Pistacchio di Raffadali                                           | D.O.P. | Ortofrutticoli e cereali                    | Reg. UE n. 474 del 15.03.2021                                                         | GUUE L. 99 del 22.03.2021                                                 | Sicilia | Agrigento, Caltanissetta |
| 215 | Pitina                                                            | I.G.P. | Prodotti a base di carne                    | Reg. UE n. 930 del 19.06.18                                                           | GUUE GUUE L 165 del 02.07.18                                              | Friuli Venezia Giulia                                                                                               | Pordedone |
| 216 | Pizza napoletana                                                  | S.T.G. |                                             | Reg. UE n. 97 del 04.02.10                                                            | GUUE L. 34 del 05.02.10                                                   | tutte | tutte |
| 217 | Pizzoccheri della Valtellina                                      | I.G.P. | Pasta alimentare                            | Reg. UE n. 1730 del 22.09.16                                                          | GUUE L 262 del 29.09.16                                                   | Lombardia | Sondrio |
| 218 | Pomodorino del piennolo del Vesuvio                               | D.O.P. | Ortofrutticoli e cereali                    | Reg. UE n. 1238 dell'11.12.09                                                         | GUUE L. 332 del 17.12.09                                                  | Campania | Napoli |
| 219 | Pomodoro di Pachino                                               | I.G.P. | Ortofrutticoli e cereali                    | Reg. CE n. 617 del 04.04.03                                                           | GUCE L. 89 del 05.04.03                                                   | Sicilia | Ragusa, Siracusa |
| 220 | Pomodoro di San Marzano dell'agro sarnese-nocerino                | D.O.P. | Ortofrutticoli e cereali                    | Reg. CE n. 1263 del 01.07.96                                                          | GUCE L. 163 del 02.07.96                                                  | Campania | Salerno, Avellino, Napoli |
| 221 | Porchetta di Ariccia                                              | I.G.P. | Prodotti a base di carne                    | Reg. UE n. 567 del 14.06.11                                                           | GUUE L. 158 del 16.06.11                                                  | Lazio | Roma |
| 222 | Pretuziano delle Colline Teramane                                 | D.O.P. | Oli e grassi                                | Reg. CE n. 1491 del 25.08.03                                                          | GUCE L. 214 del 26.08.03                                                  | Abruzzo | Teramo |
| 223 | Prosciutto Amatriciano                                            | I.G.P. | Prodotti a base di carne                    | Reg. UE n. 731 del 22.07.11                                                           | GUUE L. 195 del 27.07.11                                                  | Lazio | Rieti |
| 224 | Prosciutto di Carpegna                                            | D.O.P. | Prodotti a base di carne                    | Reg. CE n. 1263 del 01.07.96 Reg. UE n. 308 del 14.04.10                              | GUCE L. 163 del 02.07.96 GUUE L. 94 del 15.04.10                          | Marche | Pesaro e Urbino |
| 225 | Prosciutto di Modena                                              | D.O.P. | Prodotti a base di carne                    | Reg. CE n. 1107 del 12.06.96                                                          | GUCE L. 148 del 21.06.96                                                  | Emilia-Romagna | Modena, Bologna, Reggio Emilia |
| 226 | Prosciutto di Norcia                                              | I.G.P. | Prodotti a base di carne                    | Reg. CE n. 1065 del 12.06.97 Reg. CE n. 1082 dell'11.11.09                            | GUCE L. 156 del 13.06.97 GUCE L. 295 del 12.11.09                         | Umbria | Perugia |
| 227 | Prosciutto di Parma                                               | D.O.P. | Prodotti a base di carne                    | Reg. CE n. 1107 del 12.06.96 Reg. CE n. 102 del 04.02.08 Reg. UE n. 148 del 23.02.10  | GUCE L. 148 del 21.06.96 GUCE L. 31 del 05.02.08 GUUE L. 47 del 24.02.10  | Emilia-Romagna | Parma |
| 228 | Prosciutto di San Daniele                                         | D.O.P. | Prodotti a base di carne                    | Reg. CE n. 1107 del 12.06.96                                                          | GUCE L. 148 del 21.06.96                                                  | Friuli Venezia Giulia                                                                                               | Udine |
| 229 | Prosciutto di Sauris                                              | I.G.P. | Prodotti a base di carne                    | Reg. UE n. 320 del 19.04.10                                                           | GUUE L. 98 del 20.04.10                                                   | Friuli Venezia Giulia                                                                                               | Udine |
| 230 | Prosciutto toscano                                                | D.O.P. | Prodotti a base di carne                    | Reg. CE n. 1263 del 01.07.96 Reg. UE n. 777 del 02.09.10                              | GUCE L. 163 del 02.07.96 GUUE L. 233 del 03.09.10                         | Toscana | Arezzo, Firenze, Grosseto, Siena, Livorno, Lucca, Massa Carrara, Pistoia, Pisa |
| 231 | Prosciutto Veneto Berico-Euganeo                                  | D.O.P. | Prodotti a base di carne                    | Reg. CE n. 1107 del 12.06.96                                                          | GUCE L. 148 del 21.06.96                                                  | Veneto | Vicenza, Verona, Padova |
| 232 | Provola dei Nebrodi                                               | D.O.P. | Formaggi                                    | Reg. UE n. 1319 del 22.09.20                                                          | GUUE L. 309 del 23.09.20                                                  | Sicilia | Catania, Enna e Messina |
| 233 | Provolone del Monaco                                              | D.O.P. | Formaggi                                    | Reg. UE n. 121 del 09.02.10                                                           | GUUE L. 38 dell'11.02.10                                                  | Campania | Napoli |
| 234 | Provolone Valpadana                                               | D.O.P. | Formaggi                                    | Reg. CE n. 1107 del 12.06.96                                                          | GUCE L. 148 del 21.06.96                                                  | Prov. Aut. di Trento, Lombardia, Veneto, Emilia-Romagna                                                             | Cremona, Brescia, Verona, Vicenza, Rovigo, Padova, Piacenza, Bergamo, Mantova, Milano, Trento |
| 235 | Puzzone di Moena/Spretz Tzaorì                                    | D.O.P. | Formaggi                                    | Reg. UE n. 1162 del 07.11.13                                                          | GUUE L. 309 del 19.11.13                                                  | Prov. Aut. di Trento, Prov. Aut. di Bolzano                                                                         | Trento, Bolzano |
| 236 | Quartirolo Lombardo                                               | D.O.P. | Formaggi                                    | Reg. CE n. 1107 del 12.06.96                                                          | GUCE L. 148 del 21.06.96                                                  | Lombardia | Brescia, Bergamo, Como, Cremona, Milano, Pavia, Varese |
| 237 | Radicchio di Chioggia                                             | I.G.P. | Ortofrutticoli e cereali                    | Reg. CE n. 1025 del 17.10.08                                                          | GUCE L. 277 del 18.10.08                                                  | Veneto | Venezia, Padova, Rovigo |
| 238 | Radicchio di Verona                                               | I.G.P. | Ortofrutticoli e cereali                    | Reg. CE n. 98 del 02.02.09                                                            | GUCE L. 33 del 03.02.09                                                   | Veneto | Verona, Vicenza, Padova |
| 239 | Radicchio rosso di Treviso                                        | I.G.P. | Ortofrutticoli e cereali                    | Reg. CE n. 1263 del 01.07.96 Reg. CE n. 784 del 05.08.08                              | GUCE L. 163 del 02.07.96 GUCE L. 209 del 06.08.08                         | Veneto | Treviso, Padova, Venezia |
| 240 | Radicchio Variegato di Castelfranco                               | I.G.P. | Ortofrutticoli e cereali                    | Reg. CE n. 1263 del 01.07.96 Reg. CE n. 784 del 05.08.08                              | GUCE L. 163 del 02.07.96 GUCE L. 209 del 06.08.08                         | Veneto | Treviso, Padova, Venezia |
| 241 | Ragusano                                                          | D.O.P. | Formaggi                                    | Reg. CE n. 1263 del 01.07.96                                                          | GUCE L. 163 del 02.07.96                                                  | Sicilia | Ragusa, Siracusa |
| 242 | Raschera                                                          | D.O.P. | Formaggi                                    | Reg. CE n. 1107 del 12.06.96                                                          | GUCE L. 148 del 21.06.96                                                  | Piemonte | Cuneo |
| 243 | Ricciarelli di Siena                                              | I.G.P. | Prodotti di panetteria, pasticceria         | Reg. UE n. 229 del 18.03.10                                                           | GUUE L. 69 del 19.03.10                                                   | Toscana | Siena |
| 244 | Ricotta di bufala campana                                         | D.O.P. | Altri prodotti di origine animale           | Reg. UE n. 634 del 19.07.10                                                           | GUUE L. 186 del 20.07.10                                                  | Campania, Lazio, Molise, Puglia                                                                                     | Benevento, Caserta, Napoli, Salerno, Frosinone, Latina, Roma, Foggia, Isernia |
| 245 | Ricotta romana                                                    | D.O.P. | Altri prodotti di origine animale           | Reg. CE n. 737 del 13.05.05 Reg. UE n. 1192 del 16.12.10                              | GUCE L. 122 del 14.05.05 GUUE L. 333 del 17.12.10                         | Lazio | Roma, Frosinone, Viterbo, Latina, Rieti |
| 246 | Riso del Delta del Po                                             | I.G.P. | Ortofrutticoli e cereali                    | Reg. CE n. 1078 del 10.11.09                                                          | GUCE L. 294 dell'11.11.09                                                 | Veneto, Emilia-Romagna                                                                                              | Rovigo, Ferrara |
| 247 | Riso di Baraggia Biellese e Vercellese                            | D.O.P. | Ortofrutticoli e cereali                    | Reg. CE n. 982 del 21.08.07                                                           | GUCE L. 217 del 22.08.07                                                  | Piemonte | Biella, Vercelli |
| 248 | Riso Vialone Nano Veronese                                        | I.G.P. | Ortofrutticoli e cereali                    | Reg. CE n. 1263 del 01.07.96 Reg. CE n. 205 del 16.03.09 Rettifica                    | GUCE L. 163 del 02.07.96 GUCE L. 71 del 17.03.09 GUUE L. 221 del 24.08.10 | Veneto | Verona |
| 249 | Riviera Ligure                                                    | D.O.P. | Oli e grassi                                | Reg. CE n. 123 del 23.01.97                                                           | GUCE L. 122 del 24.01.97                                                  | Liguria | Imperia, Savona, Genova, La Spezia |
| 250 | Robiola di Roccaverano                                            | D.O.P. | Formaggi                                    | Reg. CE n. 1263 del 01.07.96 Reg. UE n. 217 del 01.03.11                              | GUCE L. 163 del 02.07.96 GUUE L. 59 del 04.03.11                          | Piemonte | Asti, Alessandria |
| 251 | Rucola della Piana del Sele                                       | I.G.P. | Ortofrutticoli e cereali                    | Reg. UE n. 1767 del 20.11.20                                                          | GUCE L. 398 del 27.11.20                                                  | Campania | Salerno |
| 252 | Sabina                                                            | D.O.P. | Oli e grassi                                | Reg. CE n. 1263 del 01.07.96 Reg. CE n. 510 del 16.06.09                              | GUCE L. 163 del 02.07.96 GUCE L. 153 del 17.06.09                         | Lazio | Rieti, Roma |
| 253 | Salama da sugo                                                    | I.G.P. | Prodotti a base di carne                    | Reg. UE n. 1173 del 24.10.14                                                          | GUUE L. 316 del 04.11.14                                                  | Emilia-Romagna | Ferrara |
| 254 | Salame Brianza                                                    | D.O.P. | Prodotti a base di carne                    | Reg. CE n. 1107 del 12.06.96                                                          | GUCE L. 148 del 21.06.96                                                  | Lombardia | Brescia, Bergamo, Como, Cremona, Milano, Pavia, Varese |
| 255 | Salame Cremona                                                    | I.G.P. | Prodotti a base di carne                    | Reg. CE n. 1362 del 23.11.07                                                          | GUCE L. 305 del 23.11.07                                                  | Lombardia, Emilia-Romagna, Piemonte, Veneto                                                                         | Bergamo, Brescia, Como, Cremona, Lecco, Lodi, Mantova, Milano, Monza e della Brianza, Pavia, Sondrio, Varese, Bologna, Ferrara, Forlì-Cesena, Modena, Parma, Piacenza, Ravenna, Reggio Emilia, Rimini, Alessandria, Asti, Biella, Cuneo, Novara, Torino, Verbano Cusio e Ossola, Vercelli, Belluno, Padova, Rovigo, Treviso, Venezia, Verona, Vicenza |
| 256 | Salame di Varzi                                                   | D.O.P. | Prodotti a base di carne                    | Reg. CE n. 1107 del 12.06.96                                                          | GUCE L. 148 del 21.06.96                                                  | Lombardia | Pavia |
| 257 | Salame d'oca di Mortara                                           | I.G.P. | Prodotti a base di carne                    | Reg. CE n. 1165 del 24.06.04                                                          | GUCE L. 224 del 25.06.04                                                  | Lombardia | Pavia |
| 258 | Salame Felino                                                     | I.G.P. | Prodotti a base di carne                    | Reg. UE n. 186 del 05.03.13                                                           | GUUE L 62 del 06.03.13                                                    | Emilia-Romagna | Parma |
| 259 | Salame Piacentino                                                 | D.O.P. | Prodotti a base di carne                    | Reg. CE n. 1263 del 01.07.96; Reg. UE n. 92 del 03.02.11                              | GUCE L. 163 del 02.07.96; GUUE L. 30 del 04.02.11                         | Emilia-Romagna | Piacenza |
| 260 | Salame Piemonte                                                   | I.G.P. | Prodotti a base di carne                    | Reg. UE n. 1161 del 02.07.15                                                          | GUUE L. 188 del 16.07.15                                                  | Piemonte | Alessandria, Asti, Biella, Cuneo, Novara, Torino, Verbano-Cusio-Ossola, Vercelli |
| 261 | Salame Sant'Angelo di Brolo                                       | I.G.P. | Prodotti a base di carne                    | Reg. CE n. 944 del 25.09.08                                                           | GUCE L.258 del 26.09.08                                                   | Sicilia | Messina |
| 262 | Salamini italiani alla cacciatora                                 | D.O.P. | Prodotti a base di carne                    | Reg. CE n. 1778 del 07.09.01                                                          | GUCE L. 240 del 08.09.01                                                  | Abruzzo, Emilia-Romagna, Friuli Venezia Giulia, Lazio, Lombardia, Marche, Piemonte, Toscana, Umbria, Molise, Veneto | L'Aquila, Chieti, Pescara, Teramo, Bologna, Ferrara, Forlì, Modena, Parma, Piacenza, Ravenna, Reggio Emilia, Gorizia, Pordenone, Trieste, Udine, Roma, Frosinone, Rieti, Latina, Viterbo, Bergamo, Brescia, Como, Cremona, Mantova, Milano, Pavia, Sondrio, Varese, Ancona, Ascoli Piceno, Macerata, Pesaro e Urbino, Alessandria, Asti, Cuneo, Novara, Torino, Vercelli, Arezzo, Siena, Firenze, Pisa, Pistoia, Grosseto, Livorno, Lucca, Massa Carrara, Perugia, Terni, Campobasso, Isernia, Belluno, Padova, Rovigo, Treviso, Venezia, Verona, Vicenza |
| 263 | Sale marino di Trapani                                            | I.G.P. | Altri prodotti dell'allegato I del trattato | Reg. UE n. 1175 del 07.12.12                                                          | GUUE L 337 dell'11.12.12                                                  | Sicilia | Trapani |
| 264 | Salmerino del Trentino                                            | I.G.P. | Pesci, molluschi, crostacei freschi         | Reg. UE n. 474 del 07.05.13                                                           | GUUE L 138 del 24.05.13                                                   | Prov. Aut. di Trento, Lombardia                                                                                     | Trento, Brescia |
| 265 | Salsiccia di Calabria                                             | D.O.P. | Prodotti a base di carne                    | Reg. CE n. 134 del 20.01.98                                                           | GUCE L. 15 del 21.01.98                                                   | Calabria | Catanzaro, Cosenza, Crotone, Reggio Calabria, Vibo Valentia |
| 266 | Salva Cremasco                                                    | D.O.P. | Formaggi                                    | Reg. UE n. 1377 del 20.12.11                                                          | GUUE L. 343 del 23.12.11                                                  | Lombardia | Bergamo, Brescia, Cremona, Lecco, Lodi, Milano |
| 267 | Sardegna                                                          | D.O.P. | Oli e grassi                                | Reg. CE n. 148 del 15.02.07                                                           | GUCE L. 46 del 16.02.07                                                   | Sardegna | tutte |
| 268 | Scalogno di Romagna                                               | I.G.P. | Ortofrutticoli e cereali                    | Reg. CE n. 2325 del 24.11.97                                                          | GUCE L. 322 del 25.11.97                                                  | Emilia-Romagna | Ravenna, Forlì-Cesena, Bologna |
| 269 | Sedano bianco di Sperlonga                                        | I.G.P. | Ortofrutticoli e cereali                    | Reg. UE n. 222 del 17.03.10                                                           | GUUE L. 68 del 18.03.10                                                   | Lazio | Latina |
| 270 | Seggiano                                                          | D.O.P. | Oli e grassi                                | Reg. UE n. 1297 del 09.12.11                                                          | GUUE L 249 del 16.09.16                                                   | Toscana | Grosseto |
| 271 | Sicilia                                                           | D.O.P. | Oli e grassi                                | Reg. UE n. 1662 del 12.09.16                                                          | GUUE L. 330 del 14.12.11                                                  | Sicilia | Agrigento, Caltanissetta, Catania, Enna, Messina, Palermo, Ragusa, Siracusa, Trapani |
| 272 | Silter                                                            | D.O.P. | Formaggi                                    | Reg. UE n. 1724 del 23.09.15                                                          | GUUE L. 252 del 29.09.15                                                  | Lombardia | Brescia |
| 273 | Soppressata di Calabria                                           | D.O.P. | Prodotti a base di carne                    | Reg. CE n. 134 del 20.01.98                                                           | GUCE L. 15 del 21.01.98                                                   | Calabria | Catanzaro, Cosenza, Crotone, Reggio Calabria, Vibo Valentia |
| 274 | Sopressa Vicentina                                                | D.O.P. | Prodotti a base di carne                    | Reg. CE n. 492 del 18.03.03 Reg. UE n. 588 del 05.07.10                               | GUCE L. 73 del 19.03.03 GUUE L. 170 del 06.07.10                          | Veneto | Vicenza |
| 275 | Speck Alto Adige o Südtiroler Markenspeck o Südtiroler Speck      | I.G.P. | Prodotti a base di carne                    | Reg. CE n. 1107 del 12.06.96                                                          | GUCE L. 148 del 21.06.96                                                  | Prov. Aut. di Bolzano                                                                                               | Bolzano |
| 276 | Spressa delle Giudicarie                                          | D.O.P. | Formaggi                                    | Reg. CE n. 2275 del 22.12.03 Reg. UE n. 480 del 01.06.10                              | GUCE L. 336 del 23.12.03 GUUE L. 135 del 02.06.10                         | Prov. Aut. di Trento                                                                                                | Trento |
| 277 | Squacquerone di Romagna                                           | D.O.P. | Formaggi                                    | Reg. UE n. 679 del 24.07.12                                                           | GUUE L. 198 del 25.07.12                                                  | Emilia-Romagna | Ravenna, Forlì-Cesena, Rimini, Bologna, Ferrara |
| 278 | Stelvio                                                           | D.O.P. | Formaggi                                    | Reg. CE n. 148 del 15.02.07                                                           | GUCE L. 46 del 16.02.07                                                   | Prov. Aut. di Bolzano                                                                                               | Bolzano |
| 279 | Strachitunt                                                       | D.O.P. | Formaggi                                    | Reg. UE n. 244 del 07.03.14                                                           | GUCE L 74 del 14.03.14                                                    | Lombardia | Bergamo |
| 280 | Südtiroler Schüttelbrot o Schüttelbrot Alto Adige                 | I.G.P. | Prodotti di panetteria, pasticceria         | Reg. UE n. 1084 del 17.07.20                                                          | GUUE L 239 del 24.07.20                                                   | Prov. Aut. di Bolzano                                                                                               | Bolzano |
| 281 | Susina di Dro                                                     | D.O.P. | Ortofrutticoli e cereali                    | Reg. UE n. 188 del 07.03.12                                                           | GUUE L. 69 del 08.03.12                                                   | Prov. Aut. di Trento                                                                                                | Trento |
| 282 | Taleggio                                                          | D.O.P. | Formaggi                                    | Reg. CE n. 1107 del 12.06.96                                                          | GUCE L. 148 del 21.06.96                                                  | Lombardia, Veneto, Piemonte                                                                                         | Bergamo, Brescia, Como, Cremona, Milano, Pavia, Treviso, Novara |
| 283 | Tergeste                                                          | D.O.P. | Oli e grassi                                | Reg. CE n. 1845 del 22.10.04                                                          | GUCE L. 322 del 23.10.04                                                  | Friuli Venezia Giulia                                                                                               | Trieste |
| 284 | Terra d'Otranto                                                   | D.O.P. | Oli e grassi                                | Reg. CE n. 644 del 20.03.98                                                           | GUCE L. 87 del 21.03.98                                                   | Puglia | Taranto, Brindisi, Lecce |
| 285 | Terra di Bari                                                     | D.O.P. | Oli e grassi                                | Reg. CE n. 2325 del 24.11.97                                                          | GUCE L. 322 del 25.11.97                                                  | Puglia | Bari |
| 286 | Terre Aurunche                                                    | D.O.P. | Oli e grassi                                | Reg. UE n. 1361 del 19.12.11                                                          | GUUE L. 341 del 22.12.11                                                  | Campania | Caserta |
| 287 | Terre di Siena                                                    | D.O.P. | Oli e grassi                                | Reg. CE n. 2446 del 06.11.00                                                          | GUCE L. 281 del 07.11.00                                                  | Toscana | Siena |
| 288 | Terre Tarentine                                                   | D.O.P. | Oli e grassi                                | Reg. CE n. 1898 del 29.10.04                                                          | GUCE L. 328 del 30.10.04                                                  | Puglia | Taranto |
| 289 | Tinca Gobba Dorata del Pianalto di Poirino                        | D.O.P. | Pesci, molluschi, crostacei freschi         | Reg. CE n. 160 del 21.02.08                                                           | GUCE L. 48 del 22.02.08                                                   | Piemonte | Torino, Asti, Cuneo |
| 290 | Toma Piemontese                                                   | D.O.P. | Formaggi                                    | Reg. CE n. 1107 del 12.06.96                                                          | GUCE L. 148 del 21.06.96                                                  | Piemonte | Novara, Vercelli, Biella, Torino, Cuneo, Alessandria, Asti |
| 291 | Torrone di Bagnara                                                | I.G.P. | Prodotti di panetteria, pasticceria         | Reg. UE n. 882 del 31.07.14                                                           | GUUE L. 242 del 14.08.14                                                  | Calabria | Reggio Calabria |
| 292 | Toscano                                                           | I.G.P. | Oli e grassi                                | Reg. CE n. 644 del 20.03.98                                                           | GUCE L. 87 del 21.03.98                                                   | Toscana | Grosseto, Massa Carrara, Arezzo, Siena, Firenze, Pistoia, Pisa, Livorno, Prato, Lucca |
| 293 | Trota del Trentino                                                | I.G.P. | Pesci, molluschi, crostacei freschi         | Reg. CE n. 910 del 16.09.13                                                           | GUUE L. 252 del 24.09.13                                                  | Prov. Aut. di Trento, Lombardia                                                                                     | Trento, Brescia |
| 294 | Tuscia                                                            | D.O.P. | Oli e grassi                                | Reg. CE n. 1623 del 04.10.05                                                          | GUCE L. 259 del 05.10.05                                                  | Lazio | Viterbo |
| 295 | Umbria                                                            | D.O.P. | Oli e grassi                                | Reg. CE n. 2325 del 24.11.97                                                          | GUCE L. 322 del 25.11.97                                                  | Umbria | Perugia, Terni |
| 296 | Uva da tavola di Canicattì                                        | I.G.P. | Ortofrutticoli e cereali                    | Reg. CE n. 2325 del 24.11.97                                                          | GUCE L. 322 del 25.11.97                                                  | Sicilia | Agrigento, Caltanissetta |
| 297 | Uva da tavola di Mazzarrone                                       | I.G.P. | Ortofrutticoli e cereali                    | Reg. CE n. 617 del 04.04.03                                                           | GUCE L. 89 del 05.04.03                                                   | Sicilia | Catania, Ragusa |
| 298 | Uva di Puglia                                                     | I.G.P. | Ortofrutticoli e cereali                    | Reg. UE n. 680 del 24.07.12                                                           | GUUE L. 198 del 25.07.12                                                  | Puglia | Bari, Barletta-Andria-Trani, Brindisi, Foggia, Taranto, Lecce |
| 299 | Val di Mazara                                                     | D.O.P. | Oli e grassi                                | Reg. CE n. 138 del 24.01.01                                                           | GUCE L. 23 del 25.01.01                                                   | Sicilia | Palermo, Agrigento |
| 300 | Valdemone                                                         | D.O.P. | Oli e grassi                                | Reg. CE n. 205 del 04.02.05                                                           | GUCE L. 33 del 05.02.05                                                   | Sicilia | Messina |
| 301 | Valle d'Aosta Fromadzo                                            | D.O.P. | Formaggi                                    | Reg. CE n. 1263 del 01.07.96                                                          | GUCE L. 163 del 02.07.96                                                  | Valle d'Aosta | Aosta |
| 302 | Valle d'Aosta Jambon de Bosses                                    | D.O.P. | Prodotti a base di carne                    | Reg. CE n. 1263 del 01.07.96                                                          | GUCE L. 163 del 02.07.96                                                  | Valle d'Aosta | Aosta |
| 303 | Valle d'Aosta Lard d'Arnad/Vallée d'Aoste Lard d'Arnad            | D.O.P. | Prodotti a base di carne                    | Reg. CE n. 1263 del 01.07.96 Reg. UE n. 416 del 26.04.11                              | GUCE L. 163 del 02.07.96 GUUE L. 110 del 29.04.11                         | Valle d'Aosta | Aosta |
| 304 | Valle del Belice                                                  | D.O.P. | Oli e grassi                                | Reg. CE n. 1486 del 20.08.04                                                          | GUCE L. 273 del 21.08.04                                                  | Sicilia | Trapani |
| 305 | Valli Trapanesi                                                   | D.O.P. | Oli e grassi                                | Reg. CE n. 2325 del 24.11.97                                                          | GUCE L. 322 del 25.11.97                                                  | Sicilia | Trapani |
| 306 | Valtellina Casera                                                 | D.O.P. | Formaggi                                    | Reg. CE n. 1263 del 01.07.96                                                          | GUCE L. 163 del 02.07.96                                                  | Lombardia | Sondrio |
| 307 | Vastedda della Valle del Belice                                   | D.O.P. | Formaggi                                    | Reg. UE n. 971 del 28.10.10                                                           | GUUE L. 283 del 29.10.10                                                  | Sicilia | Agrigento, Trapani, Palermo |
| 308 | Veneto Valpolicella - Veneto Euganei e Berici - Veneto del Grappa | D.O.P. | Oli e grassi                                | Reg. CE n. 2036 del 17.10.01                                                          | GUCE L. 275 del 18.10.01                                                  | Veneto | Verona, Padova, Vicenza, Treviso |
| 309 | Vincisgrassi alla maceratese                                      | S.T.G. | Piatti pronti                               | Reg. d(UE) 2022/509 24.03.22                                                          | Serie L 103/1 del 31.3.2022                                               | | |
| 310 | Vitellone bianco dell'Appennino Centrale                          | I.G.P. | Carni fresche (e frattaglie)                | Reg. CE n. 134 del 20.01.98                                                           | GUCE L. 15 del 21.01.98                                                   | Emilia-Romagna, Toscana, Marche, Abruzzo, Molise, Campania, Lazio, Umbria                                           | Bologna, Ravenna, Forlì - Cesena, Rimini, Pesaro e Urbino Ancona, Macerata, Ascoli Piceno, Teramo, Pescara, Chieti, L'Aquila, Campobasso, Isernia, Benevento, Avellino, Frosinone, Rieti, Viterbo, Terni, Perugia, Grosseto, Siena, Arezzo, Firenze, Livorno, Pisa |
| 311 | Vitelloni piemontesi della coscia                                 | I.G.P. | Carni fresche (e frattaglie)                | Reg. UE n. 703 del 05.04.17                                                           | GUEE L. 104 del 20.04.17                                                  | Piemonte, Liguria                                                                                                   | Alessandria, Asti, Biella, Cuneo, Torino, Novara, Vercelli, Savona, Imperia |
| 312 | Vulture                                                           | D.O.P. | Oli e grassi                                | Reg. UE n. 21 dell'11.01.12                                                           | GUUE L. 9 del 13.01.12                                                    | Basilicata | Potenza |
| 313 | Zafferano dell'Aquila                                             | D.O.P. | Altri prodotti dell'allegato I del trattato | Reg. CE n. 205 del 04.02.05                                                           | GUCE L. 33 del 05.02.05                                                   | Abruzzo | l'Aquila |
| 314 | Zafferano di San Gimignano                                        | D.O.P. | Altri prodotti dell'allegato I del trattato | Reg. CE n. 205 del 04.02.05                                                           | GUCE L. 33 del 05.02.05                                                   | Toscana | Siena |
| 315 | Zafferano di Sardegna                                             | D.O.P. | Altri prodotti dell'allegato I del trattato | Reg. CE n. 98 del 02.02.09                                                            | GUCE L. 33 del 03.02.09                                                   | Sardegna | Sud Sardegna |
| 316 | Zampone Modena                                                    | I.G.P. | Prodotti a base di carne                    | Reg. CE n. 590 del 18.03.99                                                           | GUCE L. 74 del 19.03.99                                                   | Emilia-Romagna, Lombardia, Veneto,                                                                                  | Modena, Ferrara, Ravenna, Rimini, Forlì, Bologna, Reggio Emilia, Parma, Piacenza, Cremona, Lodi, Pavia, Milano, Varese, Como, Lecco, Bergamo, Brescia, Mantova, Verona, Rovigo |

## Prodotti I.G.
Elenco dei prodotti a I.G., ai sensi dell'Allegato III della Risoluzione Legislativa del Parlamento Europeo n° P6-TA-2007-0259 del 19 giugno 2007 "sulla proposta di Regolamento del Parlamento Europeo e del Consiglio relativo alla definizione, alla designazione, alla presentazione e all'etichettatura delle bevande spiritose", aggiornato al 22 luglio 2014:
| N. | Definizione (dati ufficiali del Parlamento Europeo)            | Cat. | Settore                  | Regione                               |
| -- | -------------------------------------------------------------- | ---- | ------------------------ | ------------------------------------- |
| 1  | Brandy italiano                                                | I.G. | 5. Brandy / Weinbrand    | Italia                                |
| 2  | Grappa                                                         | I.G. | 6. Acquavite di vinaccia | Italia                                |
| 3  | Grappa di Barolo                                               | I.G. | 6. Acquavite di vinaccia | Piemonte                              |
| 4  | Grappa piemontese / Grappa del Piemonte                        | I.G. | 6. Acquavite di vinaccia | Piemonte                              |
| 5  | Grappa lombarda / Grappa di Lombardia                          | I.G. | 6. Acquavite di vinaccia | Lombardia                             |
| 6  | Grappa trentina / Grappa del Trentino                          | I.G. | 6. Acquavite di vinaccia | Prov. Aut. Trento                     |
| 7  | Grappa friulana / Grappa del Friuli                            | I.G. | 6. Acquavite di vinaccia | Friuli-Venezia Giulia                 |
| 8  | Grappa veneta / Grappa del Veneto                              | I.G. | 6. Acquavite di vinaccia | Veneto                                |
| 9  | Südtiroler Grappa / Grappa dell'Alto Adige                     | I.G. | 6. Acquavite di vinaccia | Prov. Aut. Bolzano                    |
| 10 | Grappa siciliana / Grappa di Sicilia                           | I.G. | 6. Acquavite di vinaccia | Sicilia                               |
| 11 | Grappa di Marsala                                              | I.G. | 6. Acquavite di vinaccia | Sicilia                               |
| 12 | Südtiroler Williams / Williams dell'Alto Adige                 | I.G. | 9. Acquavite di frutta   | Prov. Aut. Bolzano                    |
| 13 | Südtiroler Aprikot / Aprikot dell'Alto Adige                   | I.G. | 9. Acquavite di frutta   | Prov. Aut. Bolzano                    |
| 14 | Südtiroler Marille / Albicocca dell'Alto Adige                 | I.G. | 9. Acquavite di frutta   | Prov. Aut. Bolzano                    |
| 15 | Südtiroler Kirsch / Ciliegia dell'Alto Adige                   | I.G. | 9. Acquavite di frutta   | Prov. Aut. Bolzano                    |
| 16 | Südtiroler Zwetschgeler / Prugna dell'Alto Adige               | I.G. | 9. Acquavite di frutta   | Prov. Aut. Bolzano                    |
| 17 | Südtiroler Obstler / Obstler dell'Alto Adige                   | I.G. | 9. Acquavite di frutta   | Prov. Aut. Bolzano                    |
| 18 | Südtiroler Gravensteiner / Gravensteiner dell'Alto Adige       | I.G. | 9. Acquavite di frutta   | Prov. Aut. Bolzano                    |
| 19 | Südtiroler Golden Delicious / Golden Delicious dell'Alto Adige | I.G. | 9. Acquavite di frutta   | Prov. Aut. Bolzano                    |
| 20 | Williams friulano / Williams del Friuli                        | I.G. | 9. Acquavite di frutta   | Friuli-Venezia Giulia                 |
| 21 | Sliwovitz del Veneto                                           | I.G. | 9. Acquavite di frutta   | Veneto                                |
| 22 | Sliwovitz del Friuli-Venezia Giulia                            | I.G. | 9. Acquavite di frutta   | Friuli-Venezia Giulia                 |
| 23 | Sliwovitz del Trentino-Alto Adige                              | I.G. | 9. Acquavite di frutta   | Prov. Aut. Trento, Prov. Aut. Bolzano |
| 24 | Distillato di mele trentino / Distillato di mele del Trentino  | I.G. | 9. Acquavite di frutta   | Prov. Aut. Trento                     |
| 25 | Williams trentino / Williams del Trentino                      | I.G. | 9. Acquavite di frutta   | Prov. Aut. Trento                     |
| 26 | Sliwovitz trentino / Sliwovitz del Trentino                    | I.G. | 9. Acquavite di frutta   | Prov. Aut. Trento                     |
| 27 | Aprikot trentino / Aprikot del Trentino                        | I.G. | 9. Acquavite di frutta   | Prov. Aut. Trento                     |
| 28 | Kirsch friulano / Kirschwasser Friulano                        | I.G. | 9. Acquavite di frutta   | Friuli-Venezia Giulia                 |
| 29 | Kirsch trentino / Kirschwasser Trentino                        | I.G. | 9. Acquavite di frutta   | Prov. Aut. Trento                     |
| 30 | Kirsch veneto / Kirschwasser Veneto                            | I.G. | 9. Acquavite di frutta   | Veneto                                |
| 31 | Südtiroler Enzian / Genziana dell'Alto Adige                   | I.G. | 18. Genziana             | Prov. Aut. Bolzano                    |
| 32 | Genziana trentina / Genziana del Trentino                      | I.G. | 18. Genziana             | Prov. Aut. Trento                     |
| 33 | Mirto di Sardegna                                              | I.G. | 32. Liquore              | Sardegna                              |
| 34 | Liquore di limone di Sorrento                                  | I.G. | 32. Liquore              | Campania                              |
| 35 | Liquore di limone della Costa d'Amalfi                         | I.G. | 32. Liquore              | Campania                              |
| 36 | Genepì del Piemonte                                            | I.G. | 32. Liquore              | Piemonte                              |
| 37 | Genepì della Valle d'Aosta                                     | I.G. | 32. Liquore              | Valle d'Aosta                         |
| 38 | Genepì delle Alpi / Génépi des Alpes                           | I.G. | 32. Liquore              | Italia/Francia                        |
| 39 | Nocino di Modena                                               | I.G. | 40. Nocino               | Emilia-Romagna                        |